# John Cena
John Felix Anthony Cena, noto semplicemente come John Cena (West Newbury, 23 aprile 1977), è un wrestler, attore e rapper statunitense, sotto contratto con la WWE.
Annoverato tra le più grandi leggende della WWE è stato il volto della federazione dal 2005 al 2017, si è ritagliato un posto tra i wrestler più riconosciuti a livello mondiale ed è stato il più popolare degli anni 2000 e 2010. Nonostante abbia interpretato un personaggio positivo per la maggior parte della sua carriera, si è imposto come una delle figure più polarizzanti nella storia della WWE.
Ha iniziato la sua carriera nel mondo del wrestling nel novembre del 1999 nella Ultimate Pro Wrestling, dove ha detenuto una volta l'UPW Heavyweight Championship; ha poi firmato un contratto di sviluppo con la World Wrestling Federation debuttando nel main roster nel giugno del 2002. In totale ha vinto quattordici volte il WWE Championship e tre volte il World Heavyweight Championship; ha inoltre detenuto cinque volte lo United States Championship, due volte il World Tag Team Championship e due volte il WWE Tag Team Championship. Ha vinto le due edizioni del Royal Rumble match (ed. 2008 e ed. 2013) e l'edizione 2012 del Money in the Bank. Con la vittoria del quattordicesimo WWE Championship a WrestleMania 41, Cena ha battuto il record di titoli mondiali vinti in carriera (fino a quel momento condiviso con Ric Flair), diventando il primo e unico wrestler a vincerne 17.
È al quarto posto nell'albo dei campioni WWE per numero di giorni complessivi (1359, dietro a Bruno Sammartino, Hulk Hogan e Bob Backlund) e dopo Hogan e Sammartino è terzo nella classifica dei wrestler che sono stati campioni mondiali per più singoli anni consecutivi (12 regni, 6 anni e 6 mesi).
Al di fuori del wrestling ha pubblicato l'album rap You Can't See Me (2005), che ha debuttato al numero 15 della Billboard 200 degli Stati Uniti.
A partire dal 2006 ha recitato in diversi film prodotti dai WWE Studios tra cui Presa mortale (2006), 12 Round (2009). Dal 2017 ha assunto un ruolo da part-timer per dedicarsi a tempo pieno alla carriera cinematografica e ha preso parte a molti film famosi, tra cui Bumblebee (2018), The Suicide Squad - Missione suicida (2021) e la saga di Fast & Furious.

## Biografia
Cena nasce a West Newbury, una piccola città del Massachusetts distante cinquanta chilometri da Boston. I suoi genitori sono Carol e John Sr. Il lottatore ha origini inglesi e francesi da parte di madre e italiane da parte di padre; inoltre è il secondo di cinque fratelli: Steve, Matt, Dan e Sean. Dopo il diploma alla Cushing Academy, frequenta lo Springfield College di Springfield, Massachusetts. Negli anni del college indossa la maglia numero 54 della Divisione III All-American, la squadra di football del college: tale numero sarà successivamente utilizzato sul merchandise a lui dedicato in WWE. Nel 1998, si laurea in fisiologia, dopo di che persegue una carriera nel culturismo, lavorando pure come autista per una società di limousine.

## Carriera

### Ultimate Pro Wrestling (2000–2001)
Nel 1999 inizia ad allenarsi per diventare un wrestler nella Ultimate Pro Wrestling, piccola federazione californiana di proprietà di Rick Bassman, affiliata alla WWE. In questa federazione Cena assume la gimmick e il nome di "Prototype", un heel convinto di incarnare "il prototipo umano". Debutta sul ring il 16 febbraio 2000 e nell'aprile di quello stesso anno vince il UPW Heavyweight Championship, mantenendolo per poco più di un mese.

### World Wrestling Federation/Entertainment (2001–presente)

#### Ohio Valley Wrestling (2001–2002)
Firma un contratto con l'allora World Wrestling Federation nel 2001. Entra nella Ohio Valley Wrestling, altra federazione satellite della WWF, dove viene messo in coppia con Rico Constantino. I due conquistano gli OVW Southern Tag Team Championship dopo avere vinto un torneo per assegnare i titoli vacanti, ma li perdono verso la fine dell'anno. Nel 2002 Cena si lancia alla conquista dell'OVW Heavyweight Championship detenuto da Leviathan. Il 20 febbraio 2002 a Jeffersonville in Indiana, sconfigge Leviathan e ottiene il titolo che perde, tuttavia, il 18 maggio dello stesso anno per mano di Simon Dean.

#### Gli esordi (2002–2003)
Cena debutta a SmackDownǃ da face il 27 giugno 2002, accettando una open challenge di Kurt Angle. Nonostante la sconfitta disputa un buon match, uscendo da un tentativo di Olympic Slam e arrivando vicino alla vittoria: per questo, negli spogliatoi, riceverà i complimenti addirittura da The Undertaker.
La prima, importante rivalità di Cena è contro il più esperto Chris Jericho, che a sorpresa viene sconfitto a Vengeance 2002 tramite roll-up. Per John si tratta della prima vittoria per schienamento in un match uno-contro-uno, dal momento che nelle settimane precedenti aveva, in successione, perso contro Chris Jericho (4 luglio), vinto con Undertaker contro il canadese e Kurt Angle (11 luglio) e vinto per squalifica contro lo stesso Jericho (18 luglio).
Dopo Vengeance, nonostante la vittoria, Cena viene spostato nel mid-carding. Il 10 ottobre partecipa assieme a Billy Kidman in un torneo per decretare i primi detentori dei WWE Tag Team Championship, ma i due perdono al primo turno contro Kurt Angle e Chris Benoit. John non accetta la sconfitta e incolpa Kidman, effettuando un turn heel. Cena e Kidman si affrontano a SmackDown!, Velocity (lo show secondario di SmackDown) e nel PPV Rebellion, in un mixed tag team match con il coinvolgimento di Dawn Marie - all'angolo del bostoniano - e Torrie Wilson, che si conclude con la vittoria dei face.
Nella puntata di SmackDownǃ del 31 ottobre, ispirata quindi alla festa di Halloween, Cena si presenta vestito come Vanilla Ice, cimentandosi in un freestyle per Stephanie McMahon nel corso di un promo nel backstage. È la nascita di una nuova gimmick, quella del rapper che esegue i suoi promo in rima.
Il 21 novembre, al termine di un match contro Rikishi, fa la sua comparsa Bull Buchanan, nel frattempo "ribattezzato" come B-2 (scritto anche B² e pronunciato "B-Squared"): i due formeranno un duo rap di breve durata, visto che Cena, il 16 gennaio 2003, al termine di una sfida di coppia persa contro Eddie e Chavo Guerrero, tradirà Buchanan alleandosi con "Redd Dogg" Rodney Mack. Anche questo tag team non avrà vita lunga, poiché Redd Dogg verrà trasferito nel roster di Raw dopo due settimane. Per John, che intanto partecipa senza successo al Royal Rumble match del 2003, è dunque pronto il ritorno alla carriera da singolo: il 6 febbraio sfida apertamente il WWE Champion Brock Lesnar, il quale però lo infortuna a una gamba (kayfabe).
Il periodo di stop permette a Cena di mostrare tutte le sue capacità al microfono, regalando ai fan vari promo in attesa del rientro sul ring, che avviene nella puntata di SmackDown! precedente a WrestleMania XIX, nella quale, presentandosi con una nuova theme song (Word Life), sconfigge Rikishi con una nuova finisher: la Fireman's Carry Powerslam, meglio conosciuta come F-U, presa in giro della F-5 di Lesnar. È in questa fase che John sviluppa in maniera decisiva il suo personaggio, iniziando a indossare dei jeans corti e adottando come propri simboli il logo anni ottanta della WWF, privato della "F", e la frase "Word Life".
A WrestleMania XIX non lotta, ma trova comunque il modo di partecipare al PPV, cimentandosi in un rap nel pre-show. Nell'episodio di SmackDown! successivo a WrestleMania inizia la sua corsa al WWE Title, sconfiggendo Eddie Guerrero nel primo turno di un torneo sancito dalla GM Stephanie McMahon. Sette giorni dopo batte Undertaker grazie al fondamentale aiuto di Nunzio, Johnny Stamboli e Chuck Palumbo, all'epoca in rivalità con Taker e il suo "protetto" Nathan Jones. Cena ottiene finalmente la title shot battendo Chris Benoit, ma a Backlash viene ancora sconfitto da Lesnar.
A Judgment Day 2003 affronta e batte Chris Benoit, Rhyno e Brian Kendrick (Spanky) assieme a Johnny Stamboli e Chuck Palumbo, poi inizia un feud con The Undertaker. Tutto nasce durante lo SmackDown! del 31 luglio, nel quale Cena, per festeggiare il suo primo anno in WWE, organizza una open challenge alla quale risponde il debuttante Orlando Jordan. Undertaker salva Orlando dall'attacco di John, ma quest'ultimo gli ricorda la stretta di mano dell'anno prima, accusandolo di non avere dato seguito a quel gesto. A Vengeance l'esperienza del "becchino" ha la meglio e allora Cena punta al titolo degli Stati Uniti detenuto da Eddie Guerrero. Anche in questo caso, il match decisivo si conclude con una sconfitta: in un violentissimo Parking Lot Brawl, disputatosi nella puntata di SmackDown! dell'11 settembre, il messicano schiena John e mantiene la cintura.
A No Mercy perde per sottomissione contro Kurt Angle, ma nonostante i ripetuti KO il pubblico inizia a sostenerlo in maniera importante. In questi mesi John ha infatti dimostrato di sapere dividere il ring contro veterani della disciplina, deridendoli con dei promo freestyle; la dirigenza capisce che il momento del turn face è ormai arrivato. Nella puntata di SmackDown! del 6 novembre del 2003, dopo avere battuto Rey Mysterio, subisce l'attacco di A-Train, suo compagno, la settimana precedente, nel match perso contro Kurt Angle e Chris Benoit. L'occasione per vendicarsi, per John, arriva già alla fine della puntata, quando giunge sullo stage in soccorso di Kurt Angle e dei suoi compagni.

#### Ascesa al vertice (2003–2005)

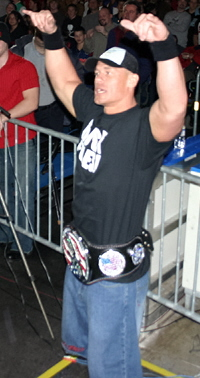
John Cena con il WWE United States Championship nel 2005

Il 13 novembre accetta di fare parte del team Angle in vista di Survivor Series; il turn face è ormai compiuto. Nel PPV Cena si rivela l'elemento chiave della sua squadra, portandola alla vittoria con Chris Benoit. A fine match, stringe la mano al suo compagno, consolidando ulteriormente il suo passaggio tra le file dei face. Questo turn segnerà in modo definitivo l'esplosione del fenomeno John Cena tra i fan, che lo accoglieranno come nuovo beniamino.
Tra la fine del 2003 e l'inizio del 2004 prova invano a ottenere una shot al WWE Title di Lesnar. Prima perde un #1 contender match contro Chris Benoit, poi viene eliminato da Big Show sia dal Royal Rumble match che dalla rissa reale a 15 uomini organizzata a SmackDown! dopo il passaggio di Benoit a Raw. A No Way Out viene sconfitto da Kurt Angle in un #1 contender triple threat match comprendente pure Big Show. Proprio con il gigante, Cena inizia il feud che lo porterà a vincere a WrestleMania XX il WWE United States Championship, suo primo titolo in carriera.
Cena difende con successo la cintura a Judgment Day contro René Duprée e, a The Great American Bash, in un match a quattro contro Booker T, Rob Van Dam e ancora Duprée. Nel corso dell'episodio di SmackDown!, precedente The Great American Bash, John Cena viene messo di fronte a The Undertaker, recentemente tornato becchino, nel main event dello show. Cena dimostra di poter lottare alla pari con il deadman, costringendo Undertaker a barare per vincere (userà la catena dello stesso Cena). Il suo regno termina l'8 luglio in maniera molto controversa, poiché il GM di SmackDownǃ, Kurt Angle (turnato heel qualche mese prima), decide di togliergli il titolo dopo essere stato colpito accidentalmente dallo stesso Cena durante un match contro Booker T. Questa situazione viene risolta dal nuovo GM Theodore Long, che sancisce un match a eliminazione a otto uomini vinto con astuzia da Booker T. John non molla l'assalto al titolo degli Stati Uniti, messo quindi in palio in una serie al meglio delle cinque vittorie: il bostoniano vince il primo match a SummerSlam, va sotto 2-1, ma a SmackDown! prima e No Mercy poi riesce a portarsi definitivamente sul 3-2, riconquistando la cintura.
La gioia di Cena non dura a lungo, perché nello show successivo al PPV il debuttante Carlito riesce a strappargli il titolo colpendolo, non visto dall'arbitro, con la catena d'acciaio. Nella settimana seguente viene comunicata la notizia secondo la quale Cena è stato accoltellato a un rene in un club di Boston da Jesús, bodyguard di Carlito (kayfabe): la realizzazione di tale angle permetterà a Cena di stare lontano per circa un mese dagli show della federazione per girare il suo film di debutto, Presa mortale.
Torna sul ring a Survivor Series, sconfiggendo il Team Angle come membro del Team Guerrero. Nello SmackDown! successivo riconquista per la terza volta lo United States Championship, ma a fine match viene attaccato e nuovamente infortunato (kayfabe) da Jesús. John si prenderà comunque la sua vendetta ad Armageddon, distruggendo Jesus in uno street fight match e presentando una versione personalizzata della cintura: una spinner belt (cintura rotante) con la scritta "Word Life" e "John Cena".
Dopo essersi sbarazzato senza problemi di Rene Duprée e Kenzo Suzuki, Cena partecipa alla Royal Rumble del 2005, entrando con il numero 25, resistendo sul ring fino alla fine, sconfitto solo dal vincitore Batista, in un finale controverso: i due erano caduti insieme ma, per stabilire un vincitore, il match è ripartito (con solo loro due sul ring), con Cena che ha avuto la peggio. Di conseguenza, Theodore Long lo inserisce in un #1 contender tournament al WWE Championship, che John vince battendo Orlando Jordan, Booker T e, a No Way Out, Kurt Angle. Proprio dal match con Kurt Angle nascerà una di quelle caratteristiche che in futuro causeranno a John Cena diversi problemi con i fan presenti nelle arene: l'impossibilità di farlo cedere dal dolore e dunque di sconfiggerlo per sottomissione.

#### WWE Champion e varie faide (2005–2007)
Al termine di No Way Out, Cena attacca il WWE Champion John Bradshaw Layfield, iniziando la faida con il texano e la sua stable - il "Cabinet" - formata da Orlando Jordan, Danny e Doug Basham. Proprio Orlando Jordan riesce a battere Cena grazie all'aiuto di JBL, conquistando il titolo degli Stati Uniti (3 marzo).
Il ko e la perdita della cintura non intaccano la considerazione del pubblico verso John, indiscutibilmente il face più acclamato di SmackDown!. La dirigenza, allora, decide di innalzarne ancora di più lo status, sfruttando l'ondata di popolarità del wrestlers e l'uscita dell'album musicale "You Can't See Me": in poco tempo, Cena diventerà il top face di tutta la WWE. Il 17 marzo, impegnato in un 6-men tag team match con Eddie Guerrero e Rey Mysterio contro JBL e i Basham Brothers, si presenta con una nuova theme song: "My Time is Now". La gimmick del rapper, già ridotta gradualmente dopo il suo passaggio tra i face, viene totalmente abbandonata.
A WrestleMania 21 Cena vince il WWE Championship per la prima volta nella sua carriera sconfiggendo JBL. Dopo WrestleMania, John rende anche il WWE Title una spinner belt, difendendolo a Judgment Day, sempre contro JBL, in un "I Quit" match.
L'ultimo match a SmackDown! è la vittoria, assieme a Big Show, contro Carlito e il suo nuovo bodyguard Matt Morgan. Il 6 giugno 2005 passa infatti nel roster di Raw, nel corso dell'annuale draft lottery, portando con sé il WWE Championsip. Fa l'esordio nel roster rosso intervenendo nell'Highlight Reel (un talk show) di Chris Jericho e, insieme al canadese, nella stessa sera, batte Christian e Tyson Tomko. A fine match subisce l'attacco di Jericho, per questo a Vengeance affronterà con successo Christian e lo stesso Jericho in un triple threat match. Nel frattempo, John inizia una faida parallela con Eric Bischoff, visto il suo rifiuto di appoggiare il GM e partecipare alla "guerra" contro i wrestler della ECW a One Night Stand. Nelle puntate successive al PPV, Bischoff tenta in vari modi di ostacolare Cena, che tuttavia riesce a battere Jericho sia a SummerSlam sia in uno You're Fired! match a Raw, dopo il quale lo stesso Jericho viene licenziato.
Nel corso della rivalità, sebbene Cena ricoprisse il ruolo del face e Jericho quello dell'heel, una parte dei fan presenti nelle arene inizierà a fischiare John (heat) a causa del suo stile da underdog (un wrestler che raggiunge la vittoria nonostante venga dominato dall'avversario per gran parte del match). Per questo motivo, Cena verrà presto definito, in senso dispregiativo, un "supereroe" ('SuperCena') capace di uscire sempre vittorioso dai suoi incontri. Verrà inoltre criticato anche il suo atteggiamento troppo buonista, simile a quello di Hulk Hogan negli anni ottanta. Nella successiva faida con Kurt Angle, più della metà del pubblico appoggerà l'eroe olimpico nonostante il suo stato da heel.
Angle attacca Cena già dopo lo You're Fired! match contro Jericho. A Unforgiven John perde il match per squalifica, colpendo Angle con la cintura dopo una serie di scorrettezze dello sfidante. A Raw Homecoming batte Eric Bischoff, mentre a Taboo Tuesday supera Angle e Shawn Michaels in un Triple threat match. Bischoff nomina Daivari arbitro personale di Kurt Angle, ma a Survivor Series Cena riesce ancora a battere il #1 contender dopo avere messo ko Daivari. Essendo il conteggio decisivo stato effettuato da Charles Robinson, all'epoca arbitro di SmackDown!, Bischoff decide di dare una nuova chance ad Angle, sancendo un Submission Triple Threat Match tra Cena, Angle e Chris Masters. A sorpresa, Cena vincerà anche questo incontro, presentando una nuova finisher, la STF-U, con la quale costringerà Masters alla resa. Bischoff, che per evitare il licenziamento aveva puntato tutti i suoi sforzi sulla perdita del titolo di John Cena, viene licenziato il 5 dicembre 2005 dal chairman Vince McMahon.
Cena apre il 2006 trionfando nell'Elimination Chamber di New Year's Revolution e stabilendo il record di vincerla partendo per primo. Al termine del match, tuttavia, Edge decide di incassare il suo Money in the Bank, battendo e mettendo fine al primo regno di Cena con due Spear. Tre settimane dopo, a Royal Rumble, Cena riesce comunque a prendersi la rivincita, conquistando per la seconda volta il WWE Title. Nel Raw del 6 febbraio vince con Maria Kanellis un mixed tag team match contro Edge e Lita che metteva in palio la possibilità, per il vincitore, di scegliere l'arbitro speciale del WWE Championship match della settimana seguente. John sceglie Mick Foley, il quale, dopo avere diretto la sfida (vinta da Cena), inizierà con Edge la faida che porterà i due a scontrarsi in quel di WrestleMania 22.
Il nuovo avversario per John è quindi Triple H, che vince un #1 contender tournament battendo nella finale del 20 febbraio Big Show e Rob Van Dam. Al Saturday Night's Main Event del 18 marzo Cena e Triple H vincono contro Rey Mysterio, Randy Orton e Kurt Angle, i tre in lotta per il World Heavyweight Title. Nel main event di WrestleMania 22 (2 aprile), Cena sconfigge il Re dei Re contro ogni pronostico, difendendo con successo la cintura anche a Backlash (30 aprile), in un Triple Threat match contro Triple H ed Edge.
Nelle settimane precedenti a WrestleMania 22, la faida tra Cena e Triple H si lega a quella tra Shawn Michaels e Vince McMahon. Tutto comincia il 20 marzo, quando John interrompe un promo di Mr. McMahon. Il chairman mette Cena ed HBK contro Triple H e Shane McMahon, in un tag team match che finisce in no contest. Il 27 marzo è allora lo stesso Vince ad affrontare Cena, che vince per squalifica ma subisce l'attacco di HHH nel post match. Il feud si riaccende nel Raw post-Backlash (1 maggio), quando Vince McMahon mette Triple H ad arbitrare il WWE Championship match tra John Cena e Kenny Dykstra, vinto dal primo dopo l'intervento di Shawn Michaels e l'abbandono del ring da parte di HHH. L'8 maggio la Spirit Squad batte HBK e Cena, e al termine del match Triple H esegue il Pedigree su quest'ultimo. Viene quindi sancito un incontro valido per il titolo tra Cena e HHH per il Raw del 15 maggio, ma Vince cambia le carte in tavola e trasforma il match in un handicap due-contro-tre con in palio sia il titolo WWE che quello Intercontinentale. John Cena e Rob Van Dam perdono contro Triple H, Shelton Benjamin e Chris Masters, ma lo schienamento decisivo è quello di Benjamin su RVD, che si laurea nuovo campione intercontinentale. Questa situazione porterà all'alleanza tra Triple H e Shawn Michales, che riformeranno la D-Generation X per affrontare la famiglia McMahon, mentre John Cena verrà sfidato da un Rob Van Dam (22 maggio) pronto a incassare il Money in the Bank vinto a WrestleMania 22.
L'incontro tra i due è fissato per l'11 giugno, a One Night Stand. Sei giorni prima, Cena subisce un attacco di Sabu, il quale viene sconfitto per squalifica nello special event WWE vs. ECW Head-to-Head del 7 giugno. A One Night Stand, con il pubblico dell'Hammerstein Ballroom di New York totalmente avverso, John perde l'Extreme Rules match e il titolo mondiale per colpa di un intervento di Edge.
Cena sconfigge Sabu in un Extreme Rules Lumberjack Match a Vengeance, poi nel Raw successivo, in una rivincita di One Night Stand, batte Rob Van Dam per squalifica dopo l'intervento di Edge. Il 3 luglio non riesce a riconquistare la cintura WWE in un triple threat vinto da Edge, che dunque si laurea nuovo campione del mondo. Cena fallisce anche le due successive opportunità vincendo solo per squalifica contro Edge a Saturday Night's Main Event (15 luglio) e perdendo contro lo stesso canadese a SummerSlam (20 agosto), colpito da un tirapugni.
Di conseguenza Cena decide di alzare la posta in gioco arrivando a mettere in palio la sua permanenza a Raw. A Unforgiven, dopo un bellissimo TLC match, il bostoniano conquista per la terza volta il titolo WWE schiantando Edge su due tavoli con un F-U dalla cima della scala. Il 2 ottobre, a Raw, John batte Edge in uno steel cage match mettendo fine alla rivalità. Da questo momento in poi, parte del pubblico comincerà a rispettare Cena come atleta, pur continuandolo a fischiare per i suoi atteggiamenti da buonista e i suoi match da 'superman'.
A Cyber Sunday affronta il World Heavyweight Champion King Booker e l'ECW Champion Big Show per determinare il "Champion of Champions". Il match viene vinto da King Booker a causa di un'interferenza del cantante Kevin Federline, che affronterà e batterà Cena - con l'aiuto di Umaga - nella prima puntata del 2007. La faida con il samoano nasce nel Raw post-Cyber Sunday, quando John salva Maria Kanellis da un attacco dello stesso Umaga. Nel frattempo, a Survivor Series, il Team Cena batte il Team Big Show, mentre ad Armageddon John affianca Batista e batte King Booker e Finlay.
Cena e Umaga si affrontano per il WWE Championship a New Year's Revolution e alla Royal Rumble in un Last Man Standing match. Entrambe le sfide si chiudono con la vittoria del campione. Dopo la Royal Rumble, Cena viene sfidato da Shawn Michales. In piena rivalità, i due sconfiggono a Raw i Rated-RKO (Edge e Randy Orton), conquistando il World Tag Team Championship, e a No Way Out addirittura Batista e Undertaker. A WrestleMania 23 Cena batte Michaels per il WWE Championship, ma la sera successiva HBK si vendica eliminando il suo partner durante un 10-Team Battle Royal Match, che si conclude con la vittoria dei nuovi campioni di coppia, gli Hardy Boyz (Jeff e Matt Hardy). Cena riesce comunque a manterere il titolo a Backlash in un Fatal Four Way Match contro Randy Orton, Shawn Michaels ed Edge.
Nel Raw post-Backlash, è The Great Khali a candidarsi come #1 contender, distruggendo i tre sfidanti della sera precedente. Il gigante indiano batte John in un match non valevole per il titolo al Saturday Night's Main Event del 28 maggio, ma poi è costretto a capitolare sia a Judgment Day che a One Night Stand, in un Falls Count Anywhere Match. A Vengeance: Night of Champions (2007) sconfigge Bobby Lashley, Randy Orton, King Booker e Mick Foley in un Fatal-5 way match valido per il WWE Championship. A Great American Bash sconfigge Lashley. A SummerSlam John Cena supera Randy Orton, ma a Unforgiven, perde il match con lo stesso Orton per squalifica, conservando il titolo.
Si arriva così alla puntata di Raw del 1 ottobre, quando durante un match contro Mr. Kennedy Cena subisce uno strappo al grande pettorale. Nel corso dello show ECW del 2 ottobre, Vince McMahon dichiarerà che Cena sarebbe stato costretto a uno stop forzato per un periodo stimato tra i sei e i dodici mesi; McMahon renderà ufficialmente vacante il WWE Championship, ponendo fine a un regno rivelatosi il secondo più lungo degli ultimi ventuno anni, nonché settimo regno più duraturo della storia della WWE.

#### World Heavyweight Championship (2008–2009)
Dopo un'apparizione non annunciata in Iraq, nel corso del Tribute to the Troops del 24 dicembre 2007, dove, travestito da Babbo Natale, esegue una F-U ai danni di Vince McMahon, Cena torna a sorpresa il 27 gennaio 2008 durante Royal Rumble, molto prima dei tempi di recupero previsti. Entrato con il numero 30, porta a casa la vittoria eliminando per ultimi Batista e Triple H, guadagnando un incontro valido per uno dei tre titoli mondiali a WrestleMania XXIV. Senza aspettare il 30 marzo, John decide di utilizzare la sua title shot contro Randy Orton a No Way Out, vincendo solamente per squalifica. A WrestleMania XXIV lotta allora contro Triple H (che a No Way Out era diventato #1 contender) e Randy Orton in un Triple Threat Match, ma dopo avere subito un pedigree dal Re dei Re, viene schienato da Randy Orton. A Backlash compete in un Fatal Four Way Elimination Match contro Triple H, Randy Orton e JBL: una volta sottomesso il texano, Cena viene colpito ed eliminato da Orton. John batte JBL anche a Judgment Day e One Night Stand, in un First Blood match, prima di incassare due ko: il primo arriva a Night of Champions 2008, contro il campione Triple H; il secondo a The Great American Bash, in un New York Parking Lot Brawl ancora contro JBL, desideroso di vendetta dopo l'interferenza di Cena nel suo title match contro CM Punk a Raw.
La sera successiva a The Great American Bash batte JBL, Cody Rhodes e Ted DiBiase Jr. assieme al Cryme Time (JTG e Shad). Poco dopo, sia Cena che JBL interferiscono nel main event tra Batista e CM Punk, e John colpisce accidentalmente Batista. Sette giorni dopo, la situazione sembra rientrare, ma il nuovo GM di Raw Mike Adamle sancisce a sorpresa una sfida tra Cena e Batista per SummerSlam. I due conquistano comunque le cinture di coppia nella puntata di Raw del 4 agosto 2008 sconfiggendo i detentori del World Tag Team Championship Cody Rhodes e Ted DiBiase Jr., ma il regno durerà appena una settimana, visto che Cena e Batista perderanno la rivincita contro Rhodes e DiBiase. Ciò inasprisce il loro rapporto, con i due ex campioni che iniziano a colpirsi subito dopo la sconfitta. A SummerSlam, Batista batte Cena grazie a due Batista Bomb, che infortunano al collo il bostoniano, costretto di conseguenza a saltare Unforgiven.
John torna tre mesi dopo a Surivivor Series dove, in un match contro Chris Jericho, vince per la prima volta il World Heavyweight Championship davanti ai suoi concittadini. Jericho verrà sconfitto anche ad Armageddon, mentre al pay-per-view Royal Rumble Cena schienerà JBL nonostante l'interferenza di Shawn Michaels (al tempo costretto all'alleanza con il miliardario texano), mantenendo il World Heavyweight Championship. Al PPV No Way Out, Cena perde il titolo nell'Elimination Chamber match, venendo eliminato dal nuovo campione Edge, superstar di SmackDown. John decide quindi di recarsi nello show blu, ma viene sconfitto da Big Show a causa dell'interferenza dello stesso Edge. La GM Vickie Guerrero nomina a sorpresa Big Show #1 contender, ma Cena ottiene ugualmente la sua chance, riuscendo a entrare nel match previsto per WrestleMania XXV e facendolo trasformare in un triple threat. Nel "Grandaddy of Them All" Cena riconquista la cintura schienando Big Show, tuttavia, nel Last Man Standing match di Backlash, lo stesso Big Show interviene in favore di Edge gettando Cena in un riflettore posizionato sullo stage, facendogli perdere il titolo. Cena sconfigge quindi Big Show a Judgment Day e poi anche a Extreme Rules in un Submission match. Successivamente, il bostoniano fallisce la vittoria del titolo WWE a Fatal 4-way, in un omonimo match con Randy Orton, Triple H e Big Show. Dopo avere concluso una breve faida con The Miz, culminato al pay-per-view The Bash con la vittoria di Cena, viene inserito nel triple threat Match per il WWE Title di Night of Champions, contro il campione Randy Orton e Triple H, senza riuscire però a trionfare.

#### Opportunità titolate (2009–2010)
Nella puntata di Raw dopo il PPV, torna #1 contender al titolo di Orton battendo The Miz all'interno di una Beat the Clock Challenge. A SummerSlam perde dopo un finale piuttosto controverso (arrivato dal pubblico, il lottatore FCW Brett DiBiase attacca l'arbitro mentre Cena sta eseguendo la STFU su Orton), ma a Breaking Point John riesce a sconfiggere il campione Randy Orton in un I Quit match, tornando così WWE Champion. La rivincita, in un Hell in a Cell disputato nell'omonimo PPV, vede Randy imporsi su Cena, e allora per Bragging Rights viene sancita una definitiva resa dei conti: un 60 Minutes Iron Man Anything Goes match che viene vinto 6-5 da Cena, nuovamente WWE Champion. John Cena difende con successo il suo titolo alle Survivor Series contro Triple H e Shawn Michaels, in un Triple Threat match, ma fallisce contro Sheamus a TLC, perdendo il Table match e la cintura.
La sera dopo si riscatta, battendo prima CM Punk e poi Randy Orton, vincendo così lo Slammy come Superstar del 2009. Il 28 dicembre non riesce a riconquistare il titolo, battendo Sheamus solo per squalifica. Il 25 gennaio riaffronta il lottatore irlandese, ma anche questa volta il match finisce in squalifica, stavolta in favore di Sheamus, attaccato dal #1 contender Randy Orton. Alla Royal Rumble, Cena partecipa al Royal Rumble match entrando con il numero 19, ma viene eliminato per ultimo dal rientrante Edge.
La rincorsa al WWE Title di John inizia a legarsi alla rivalità tra Vince McMahon e Bret Hart. Il 25 gennaio è proprio il Chairman a sancire il match tra Sheamus e Cena, dopo che questi aveva interrotto il suo discorso. Il 1 febbraio batte Cody Rhodes e si qualifica all'Elimination Chamber match, ma poco dopo, al pari di Bret Hart, viene attaccato dal vecchio rivale Batista. Al pay-per-view Elimination Chamber, Cena vince match e titolo WWE eliminando per ultimo Triple H, ma il suo regno dura solo pochi minuti, dal momento che McMahon si presenta sul ring annunciando un match tra John e Batista. Più fresco del suo avversario, Batista riuscirà a sconfiggere Cena in appena trenta secondi, conquistando il titolo.
Nel Raw successivo a Elimination Chamber, il bostoniano ottiene un rematch per WrestleMania XXVI, e nel suddetto PPV riesce a prendersi la sua rivincita, tornando campione del mondo. Il 5 aprile ha due opportunità per laurearsi anche campione di coppia, tuttavia viene tradito prima da Batista e poi da David Otunga, wrestler di NXT e per l'occasione Special Guest della puntata. Cena, allora, si vendica su Otunga nel Raw seguente, e a Extreme Rules, in un Last Standing match, supera anche Batista. La resa dei conti è fissata a Over the Limit, dove John sconfigge il suo avversario in un "I Quit match".

#### Faida con il Nexus (2010–2011)
Il 7 giugno, a Raw "Viewer's Choice", durante il suo match contro CM Punk, Cena riceve un brutale assalto dal gruppo dei rookies di NXT, ribattezzato Nexus. Proprio l'interferenza del Nexus costa a John il WWE Championship, al PPV WWE Fatal 4-Way, in favore di Sheamus. Al PPV successivo, Money in the Bank, John Cena ottiene il suo rematch contro il guerriero celtico in uno Steel Cage Match, ma a vincere è ancora Sheamus per via di una nuova interferenza dei rookies di NXT. Al termine della sfida, Cena attacca Darren Young e Michael Tarver (due dei sette membri del Nexus) e successivamente dichiara guerra al Nexus, sfidandolo a SummerSlam in un 7 vs. 7 Elimination match. Il team di John è composto da Edge, Chris Jericho, John Morrison, The Great Khali, R-Truth e Bret Hart, ma dopo l'attacco del Nexus a Khali, questi viene sostituito dal rientrante Daniel Bryan, ex ottavo membro del Nexus, licenziato due mesi prima dalla WWE per un atto giudicato eccessivamente violento dalla federazione: l'avere tentato di strangolare l'annunciatore Justin Roberts con la sua stessa cravatta. A Summerslam il team WWE sconfigge il Nexus, con John Cena che rimane l'unico superstite della squadra eliminando gli ultimi rimasti Justin Gabriel e Wade Barrett.
Nel Six Pack Challenge di Night of Champions, Cena viene eliminato dalla contesa per terzo da Wade Barrett. Si arriva così a Hell in a Cell, dove John, pur di fare sciogliere il Nexus, accetta di entrare nel gruppo dei rookies in caso di sconfitta. Grazie alle interferenze di Husky Harris e Michael McGilligutty, il match si conclude con la vittoria di Wade Barrett e Cena è dunque costretto a entrare nel Nexus con un giuramento eseguito la sera successiva a Raw. Il GM anonimo dello show ordina a Cena di obbedire agli ordini di Barrett, pena il licenziamento: per questo, in un #1 contender battle royal match, il bostoniano è costretto ad autoeliminarsi e fare vincere il suo capo.
A Bragging Rights conquista assieme a David Otunga (membro del Nexus) i titoli di coppia. Al termine del match mette KO Otunga e nel main event colpisce Barrett, facendogli vincere, ma solo per squalifica, il WWE Championship match contro Randy Orton. Nel Raw seguente viene costretto a perdere i suoi titoli contro gli "alleati" Justin Gabriel e Heath Slater; nella stessa puntata, è nominato arbitro speciale della sfida di Survivor Series tra Orton e Barrett. John è ora a un bivio: con la vittoria di Orton, verrebbe licenziato dalla WWE, mentre, con il successo di Barrett, sarebbe finalmente escluso dal Nexus.
Il match di Survivor Series viene vinto da Orton e quindi Cena viene licenziato. John, però, continua gli attacchi ai membri del team, affermando di volere mantenere la promessa di distruggere l'intero team. Per proteggere se stesso e i suoi compagni, Barrett è quindi costretto a riassumerlo all'interno del Nexus e ad affrontarlo a TLC, dove viene sconfitto da Cena in un Chairs match. In virtù di questo successo, John mette fine alla faida con Barrett e soci, uscendo definitivamente dalla stable.

#### Faida con CM Punk (2011–2012)
John Cena partecipa alla Royal Rumble del 2011 venendo eliminato da The Miz, che non era nemmeno in gara in quanto WWE Champion. Nel pay-per-view Elimination Chamber vince il match omonimo per la terza in volta carriera, diventando primo sfidante al titolo WWE detenuto ancora da Mizanin. Nel frattempo, The Rock viene annunciato come host di WrestleMania XXVII, e questi inizia una faida con John Cena, basata sulle brutte parole usate da quest'ultimo poco dopo il suo esordio (si parla degli anni 2002 e 2003, quando Cena era un heel). Nella puntata del 21 febbraio Cena risponde con un rap a The Rock e poi vince il WWE Tag Team Championship insieme a The Miz, sconfiggendo Heath Slater e Justin Gabriel. Perderà però i titoli pochi minuti dopo, nel rematch sancito dal General Manager anonimo, a causa dell'attacco perpetrato dal suo stesso compagno e rivale The Miz. Cena e Rock discutono anche attraverso i social network e John, nella puntata che precede Wrestlemania XXVII, esegue la sua mossa finale ai danni di The Rock.
A WrestleMania XXVII viene sconfitto da The Miz a causa della Rock Bottom di The Rock, che aveva ordinato di fare ripartire il match senza squalifiche o conteggi fuori dopo che il main event si era concluso in doppio count-out. Nella puntata di Raw successiva a WrestleMania Cena sfida The Rock a un match: Rocky risponde accettando l'incontro, ma soltanto per WrestleMania XXVIII. Di conseguenza, John rimette il WWE Championship nel mirino, conquistando la cintura già a Extreme Rules, in un Triple Treath Steel Cage match contro The Miz e John Morrison. Con questa vittoria, Cena diventa un dieci volte campione del mondo, avendo vinto in otto occasioni il titolo WWE e in due il titolo dei pesi massimi. A Over the Limit, John sconfigge The Miz in un "I Quit" match, conservando il titolo anche a Capitol Punishment, contro R-Truth.
In seguito a una spettacolare faida con CM Punk. Tutto inizia il 27 giugno, nella puntata speciale "Raw Roulette", quando CM Punk, già #1 contender nonostante il contratto in scadenza, dopo essere stato irriso dal Guest Host Shawn Michaels, decide di interferire nel rematch tra Cena e R-Truth e di lanciare la prima delle sue cosiddette "pipe bomb" (promo contro la federazione), insultando, oltre allo stesso Cena, The Rock e Vince McMahon. Nelle settimane successive, il Chairman è spaventato dalla possibilità di perdere il titolo WWE e, considerate le proteste di John, che vuole disputare ugualmente il match, dice al bostoniano che in caso di sconfitta sarebbe stato licenziato. A Money in the Bank, mentre Cena sta eseguendo la STF su CM Punk, Vince McMahon e il dirigente John Laurinaitis interferiscono nel match nell'intenzione di replicare lo Screwjob di Montréal: John ferma i due, ma la distrazione permette a Punk di vincere match e titolo.
Nell'episodio di Raw del 18 luglio Mr. McMahon sta per licenziare Cena quando viene interrotto dal rientrante Triple H, che informa Vince di una mozione di sfiducia dal Consiglio d'Amministrazione (kayfabe). Triple H prende provvisoriamente le redini della federazione e non licenzia Cena, ma lo nomina #1 contender al WWE Title vinto da Rey Mysterio in un torneo. Il 25 luglio, John batte Rey Mysterio vincendo per la nona volta il titolo WWE Championship, ma la stessa sera fa il suo ritorno CM Punk, con il titolo WWE che aveva portato con sé dopo il match di MITB. Nella Raw del 1º agosto Triple H dichiara Cena e CM Punk co-campioni e annuncia un match per SummerSlam fra i due per decretare l'Undisputed WWE Champion. A SummerSlam, John perde in favore di Punk a causa di Triple H, che non vede il piede di Cena sulle corde e decreta CM Punk come unico WWE Champion. Dopo il match, tuttavia, Alberto Del Rio sfrutta la valigetta del Money in the Bank per strappare il titolo a Punk, precedentemente colpito da Kevin Nash.
Con CM Punk che si avvia verso una faida con Kevin Nash (e successivamente con Triple H) è John Cena ad affrontare Alberto Del Rio. E a Night of Champions, John ritorna WWE Champion, titolo che deterrà fino a Hell in a Cell, quando, in un Triple Threat Hell in a Cell match che coinvolgeva anche CM Punk, perderà il titolo in favore di Alberto Del Rio.

#### Faida con The Rock (2012–2013)

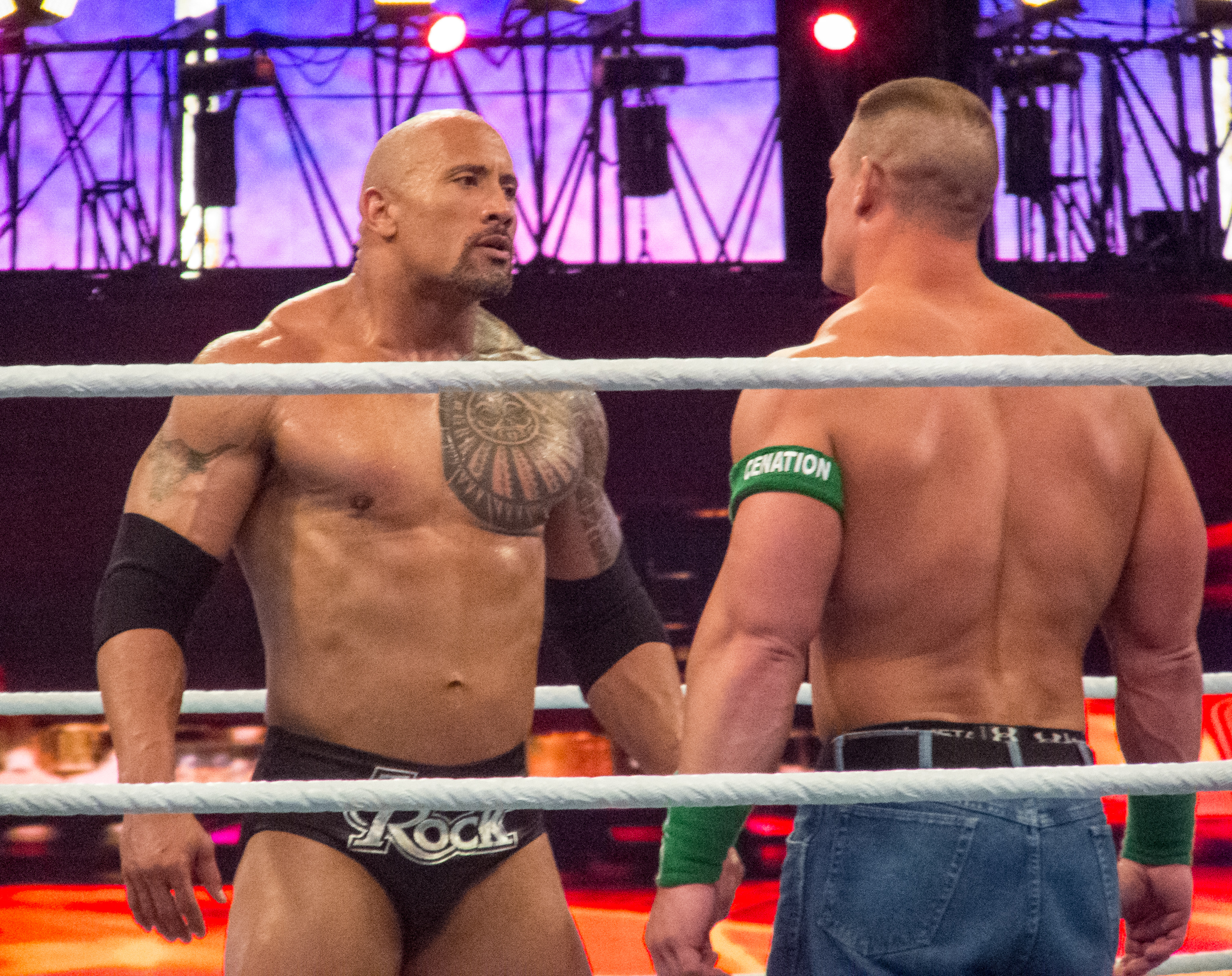
John Cena e The Rock si affrontano a WrestleMania XXVIII nel 2012

A Vengeance Cena perde contro Del Rio in un Last Man Standing match per il WWE Championship, grazie a un'interferenza degli Awesome Truth (The Miz e R-Truth), che avevano attaccato Cena pure nel post match di Hell in a Cell. Nel Raw del 24 ottobre combatte un Handicap match contro gli Awesome Truth vincendo per squalifica. Nella stessa serata il nuovo GM John Laurinaitis annuncia un Tag team match alle Survivor Series fra gli Awesome Truth e il team di Cena, con un partner a sua scelta. Cena seleziona The Rock e i due, a Survivor Series, sconfiggono i loro avversari. Dopo il match, però, John subisce una Rock Bottom dal compagno di squadra.
Nella puntata di Raw del 12 dicembre, dedicata agli Slammy Awards, durante un incontro contro Mark Henry fa il suo ritorno Kane, che effettua una Chokeslam proprio ai danni del bostoniano. Il Big Red Monster, tornato alle origini con la sua nuova-vecchia maschera, continua ad attaccarlo nelle settimane successive, volendo fare capire a Cena di dovere "abbracciare l'odio" per vincere (in contrapposizione con la nuova maglia di Cena, riportante lo slogan "Rise Above Hate", "innalzarsi sopra l'odio"). Cena affronterà Kane alla Royal Rumble, terminando il match in un doppio count-out, e a Elimination Chamber, dove lo sconfiggerà in un Ambulance Match.
Tutto è quindi pronto per la sfida contro The Rock. Il match di WrestleMania XXVIII è bello e molto combattuto, ma a vincere è il People's Champion, che schiena John dopo una Rock Bottom. La sera seguente, a Raw, John chiama sul ring The Rock per complimentarsi per la vittoria, ma sullo stage si presenta invece Brock Lesnar, ritornando in WWE dopo otto anni d'assenza: fingendo di chiedere una stretta di mano, Brock esegue la sua F-5 ai danni di Cena, lasciandolo al tappeto. Nella puntata di Raw del 9 aprile 2012, Laurinatis annuncia che al pay-per-view Cena affronterà Lesnar in un Extreme Rules match: Cena appare inerme di fronte alla forza dell'ex campione di arti marziali miste, che arriva addirittura a spaccargli il labbro durante una rissa. Ma a Extreme Rules, dopo avere subìto le mosse dell'avversario per tutto l'incontro, John riesce a eseguire una Attitude Adjustment sui gradoni d'acciaio, vincendo il match.
Nella puntata di Raw del 30 aprile viene attaccato dal General Manager John Laurinaitis (affiancato da Lord Tensai e dal suo manager Sakamoto) che voleva fare di Lesnar il nuovo volto della WWE. Laurinaitis si nomina sfidante di Cena a Over the Limit e al PPV riesce addirittura a sconfiggerlo, grazie all'interferenza di Big Show (licenziato precedentemente da Laurinaitis). Nella puntata del 21 maggio viene annunciato dal GM John Laurinaitis un Cena vs Big Show, in un Steel Cage match da disputarsi a WWE No Way Out. Nel PPV John vince, e a fine match rifila una Attitude Adjustment sul tavolo dei commentatori a John Laurinaitis, appena licenziato da Mr. McMahon in virtù della stipulazione del match (Cena sarebbe stato licenziato nel caso di una sconfitta, Laurinaitis lo sarebbe stato in caso di sconfitta di Big Show).
Nella puntata di Raw del 25 giugno annuncia la sua presenza al Money in the Bank ladder match, nell'omonimo PPV di luglio. A Money in the Bank riesce a conquistare la valigetta con all'interno il contratto per affrontare quando vorrà il WWE Champion: Il 16 luglio avverte il campione CM Punk che sfrutterà la sua possibilità nella settimana successiva, a Raw 1000. Cena vince per squalifica il match contro CM Punk a causa dell'interferenza di Big Show (ancora in faida con il leader della "Cenation"), diventando così il primo vincitore del Money in the Bank a non portare a casa il titolo. Nel post match, Big Show continua ad attaccare Cena: CM Punk non interviene e allora accorre sul ring The Rock, il quale ferma il gigante, ma subisce poi l'attacco a sorpresa di Punk, schieratosi incredibilmente tra le file degli heel. Nella puntata di Raw del 30 luglio la nuova GM AJ Lee sancisce per SummerSlam un Triple Threat Match fra Cena, Punk e Big Show valido per il WWE Championship, ma nel PPV di agosto, dopo avere eseguito la Attitude Adjustment su Big Show, Cena viene gettato fuori dal ring da Punk, che schiena Big Show e vince il match. John e il WWE Champion si affrontano un match uno contro uno a Night of Champions, ma la sfida termina in pareggio per doppio schienamento.
Nella giornata di martedì 18 settembre, la WWE, tramite il proprio sito internet, riporta che John Cena ha eseguito un importante intervento a un braccio dopo essere stato ferito durante il suo match contro CM Punk a Night of Champions. A WWE Hell in a Cell 2012 John lascia dunque spazio a Ryback, che non riesce però a conquistare il titolo. Nella puntata del 5 novembre viene inserito da Vince McMahon nel match a tre per il WWE Championship contro CM Punk e Ryback. Alle Survivor Series, Punk rimane campione schienando proprio Cena, in seguito al debutto dello Shield, una stable formata da Dean Ambrose, Roman Reigns e Seth Rollins.
John inizia poi una rivalità con Dolph Ziggler e Vickie Guerrero, con quest'ultima intenzionata a prendere il posto di AJ Lee come General Manager. Nella puntata di Raw del 3 dicembre viene annunciato che a TLC Cena affronterà Dolph in un Ladder Match valido per la valigetta Money in the Bank di Ziggler. Tuttavia, a TLC fallisce l'assalto alla valigetta a causa dell'interferenza di AJ, che tradisce Cena alleandosi con Ziggler. Il giorno dopo, a Raw, fa coppia con Vickie Guerrero contro AJ Lee e Ziggler, ma durante il match viene attaccato dal debuttante Big E Langston, nuova guardia del corpo di Ziggler ed AJ Lee. Cena apre il 2013 sconfiggendo Dolph Ziggler e successivamente chiude la faida nella puntata di Raw 20th Anniversary, dove sconfigge nuovamente Ziggler in uno Steel Cage match, nonostante le interferenze in suo sfavore di Big E Langston.
Alla Royal Rumble vince il Royal Rumble match con il numero 19 ed eliminando per ultimo Ryback. Il giorno seguente, a Raw, annuncia che a WrestleMania 29 avrebbe affrontato il WWE Champion, sia che esso fosse stato The Rock oppure CM Punk. Al termine del discorso, viene attaccato dallo Shield. Nella puntata successiva attacca il trio con Ryback e Sheamus, e viene quindi ufficializzato per Elimination Chamber il match tra lo Shield e il Team Cena, composto appunto da Cena, Ryback e Sheamus. I tre face vengono però sconfitti.
Il 25 febbraio, a Raw, riesce a mantenere il suo stato di primo sfidante al WWE Championship sconfiggendo CM Punk, che a Elimination Chamber aveva perso il rematch contro The Rock. La rivincita con il People's Champion è fissata per WrestleMania 29, e nello show più importante dell'anno, Cena sconfigge The Rock per vincere il suo undicesimo regno da campione WWE.

#### Regni titolati (2013–2014)

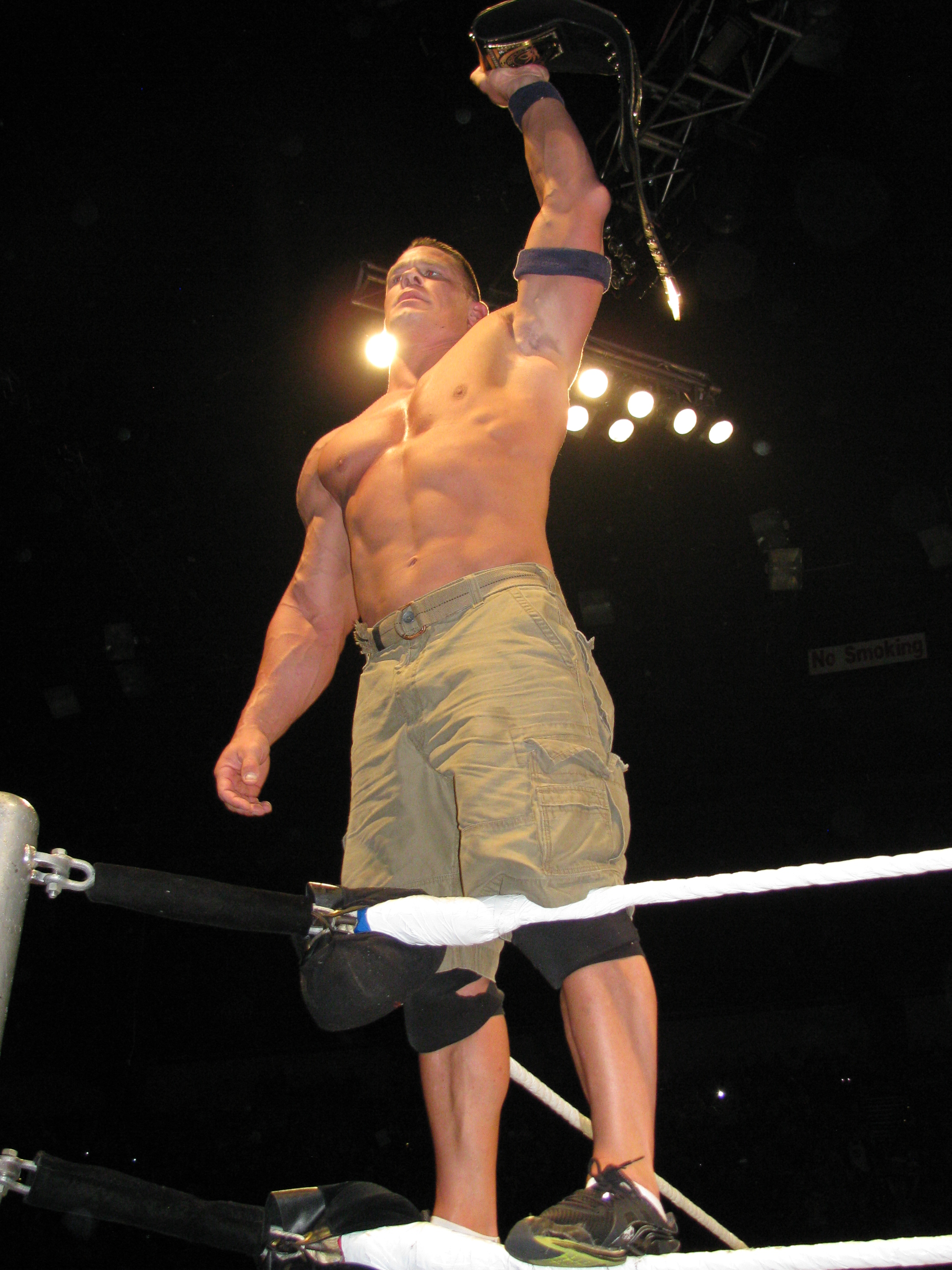
John Cena con il WWE Championship nel 2013

La notte seguente a Raw, Cena inizia una rivalità con Ryback, che lo attacca al termine del match contro Mark Henry. Durante la faida con Ryback, Cena subisce una lesione al tendine di Achille, ma riesce comunque a combattere sia a Raw che in PPV. Il 19 maggio, a Extreme Rules, Cena mantiene il WWE Championship contro Ryback in un Last Man Standing match terminato in no contest, dopo che Ryback ha speronato Cena e se stesso in un contesto elettronico in cima alla rampa. Il 16 giugno a Payback, nella resa dei conti, Cena sconfigge Ryback in un Three Stages of Hell match: Cena perde il Lumberjack match, ma vince sia il Tables che l'Ambulance match. La notte seguente, a Raw, Mark Henry attacca a tradimento Cena con la World Strongest Slam, scatenando un feud tra i due che culmina a Money in the Bank, dove Cena sconfigge Henry sottomettendolo con la STF.
Il 15 luglio, il nuovo GM Brad Maddox concede a Cena di scegliersi l'avversario per SummerSlam, e il bostoniano decide di selezionare Daniel Bryan. A SummerSlam, in un match arbitrato da Triple H, Cena viene battuto in maniera pulita da Daniel Bryan. Al termine della sfida, lo stesso Bryan viene tradito da HHH e sconfitto dal possessore del "Money in the Bank contract" Randy Orton, che si laurea quindi nuovo WWE Champion. Quest'episodio coinciderà con la nascita dell'Authority, una stable formata inizialmente da Triple H, Stephanie McMahon, Randy Orton e i tre membri dello Shield, Ambrose, Reigns e Rollins.
Nello stesso periodo Cena si sottoporrà a un intervento chirurgico ai tricipiti e resterà lontano dalle scene dal Raw post SummerSlam, dove avrebbe annunciato il suo infortunio, fino a Hell In a Cell.
Nella puntata di Raw del 7 ottobre, Vickie Guerrero annuncia un World Heavyweight Championship match tra John Cena e Alberto Del Rio per Hell in a Cell. Cena riesce a sconfiggere Del Rio al pay-per-view del 27 ottobre, vincendo così il suo terzo World Heavyweight Championship. La notte seguente a Raw, Damien Sandow incassa il contratto del Money in the Bank, ma Cena è bravo a non farsi sorprendere e a vincere l'incontro; John difende poi con successo il titolo anche nel rematch contro Del Rio alle Survivor Series. La sera successiva, l'Authority sancisce un TLC match, da disputarsi nell'omonimo pay-per-view, tra Cena e Randy Orton per l'unificazione dei titoli mondiali. A TLC Cena perde il match e quindi anche il suo titolo, mentre Orton si laurea WWE World Heavyweight Campion. Alla Royal Rumble è ancora Cena vs. Orton, ma John viene sconfitto dopo essere stato distratto da un intervento della Wyatt Family.
La notte seguente a Raw, Cena, Sheamus e Daniel Bryan battono per squalifica lo Shield, a causa dell'interferenza della Wyatt Family, in un match di qualificazione all'Elimination Chamber match valevole per il titolo. A Elimination Chamber, la Wyatt Family interviene nuovamente ai danni di Cena, provocando la sua eliminazione dall'incontro. Inizialmente intenzionato a partecipare alla Battle Royal a 30 uomini in onore di André the Giant, John modifica il suo obiettivo sfidando Bray Wyatt a WrestleMania. Nelle settimane successive, Wyatt spiega il motivo dei suoi attacchi a John: vuole infatti dimostrare che gli atti eroici di Cena sono solo una facciata di quest'epoca piena di menzogne. Nonostante questo, a WrestleMania XXX, è Cena a trionfare. La faida prosegue anche dopo WrestleMania, basandosi sulla capacità di Wyatt di catturare e confondere i fan di Cena (fatto esemplificato da un gruppo di bambini guidati da Wyatt sul ring nella puntata di Raw del 28 aprile). A Extreme Rules, Cena viene sconfitto da Bray Wyatt in uno Steel Cage match dopo l'interferenza di un bambino demoniaco, anch'egli sotto il controllo di Wyatt. Nel Last Man Standing match di Payback, Cena ha però l'ultima parola seppellendo Wyatt sotto molteplici casse di apparecchiature e vincendo l'incontro decisivo.

#### Faida con l'Authority (2014–2015)
Dopo la rivalità con Bray Wyatt John Cena inizia ad avere differenze di vedute con l'Authority. Se, durante la faida con Orton, Triple H aveva comunque rispettato Cena, scegliendo di non favorire il suo alleato, la situazione cambia radicalmente nelle settimane precedenti a Money in the Bank, dopo che Daniel Bryan è costretto a rendere vacante il titolo a causa di un infortunio. Triple H annuncia due Ladder match: uno valevole per il WWE World Heavyweight Title e l'altro per il Money in the Bank contract. John Cena si qualifica al primo incontro battendo Kane in uno Stretcher match a Raw, ma l'Authority, intenzionata a fare conquistare la cintura a Randy Orton, inserisce nel match titolato anche il Big Red Monster. Ma nonostante la presenza di Orton e Kane, oltre a quelle di Roman Reigns, Bray Wyatt, Alberto Del Rio, Sheamus e Cesaro, al pay-per-view, Cena vince sia il match che il titolo del mondo, per la quindicesima volta. Cena mantiene la cintura a Battleground in un fatal four-way match contro Roman Reigns, Randy Orton e Kane, perdendola a SummerSlam contro Brock Lesnar. La sconfitta è di quelle brucianti: Lesnar colpisce Cena con sedici German suplex e due F-5, è uno squash match in tutto e per tutto. John si riscatta battendo Bray Wyatt e successivamente tutta la Wyatt Family assieme a Big Show e Mark Henry. Invoca la sua clausola di rivincita contro Lesnar a Night of Champions, andando a un passo dalla conquista del titolo, negatagli solo dall'intervento di Seth Rollins. Il possessore del Money in the Bank contract attacca infatti Cena causandone la vittoria per squalifica, senza però riuscire a sfidare Lesnar per l'attacco del redivivo John. Essendo Rollins già coinvolto in una faida con Dean Ambrose, Cena affronta quest'ultimo per il diritto di affrontare Rollins a Hell in a Cell, perdendo un No Holds Barred Contract on a Pole match. A Hell In a Cell, di conseguenza, Cena sfida e batte Randy Orton in un Hell in a Cell match per determinare il #1 contender al titolo di Lesnar.
Nel Raw del 27 ottobre l'Authority tenta invano di convincere Cena ad allearsi al gruppo. Ciò porta a un 5-on-5 Traditional Survivor Series elimination tag team match tra il Team Cena (John Cena, Dolph Ziggler, Big Show, Ryback ed Erick Rowan) e il Team Authority (Seth Rollins, Kane, Mark Henry, Rusev e Luke Harper), con il licenziamento del Team Cena o la privazione del potere dell'Authority in caso di sconfitta. Alle Survivor Series, Cena viene schienato dopo il tradimento di Big Show, ma Dolph Ziggler riesce ugualmente a vincere il match grazie all'aiuto di Sting, all'esordio in WWE: come da stipulazione, l'Authority viene privata dal potere. Al PPV TLC, Cena sconfigge Rollins mantenendo il suo status di primo sfidante per il titolo del mondo, ma nella puntata di Raw del 29 dicembre Seth Rollins e Big Show tengono l'ospite speciale Edge in ostaggio (minacciando di colpirlo al collo), costringendo Cena a richiamare l'Authority per salvare l'Hall of Famer. Triple H e Stephanie McMahon compaiono sullo stage già nei minuti successivi al fatto e sette giorni dopo licenziano Dolph Ziggler, Erick Rowan e Ryback. I tre torneranno in WWE grazie alla vittoria di Cena in un handicap match contro Seth Rollins, Big Show e Kane, nel Raw del 19 gennaio.
Nel frattempo al match titolato tra Cena e Lesnar della Royal Rumble viene aggiunto Seth Rollins. Il triple threat viene vinto dal campione Brock Lesnar, che schiena Rollins.

#### United States Champion (2015–2016)
Subito dopo l'incontro, Cena inizia una faida con lo United States Champion Rusev, scontrandosi con lui nel backstage. A Fastlane, Rusev si aggiudica il primo match colpendo illegalmente Cena con un low blow e facendolo poi svenire con la sua mossa finale, la Accolade. Cena costringe Rusev e la sua manager Lana ad accettare il rematch per WrestleMania 31 e nello stesso PPV vince l'incontro, infliggendo all'avversario la prima sconfitta per schienamento nel main roster e conquistando lo United States Championship per la quarta volta, dieci anni dopo l'ultimo regno.
La notte seguente a Raw, Cena annuncia la nascita della US Open Challenge: una sfida aperta a cadenza settimanale con lo United States Championship in palio. In questo modo, nei mesi successivi, John difenderà con successo il titolo contro i vari Dean Ambrose, Stardust, Bad News Barrett, Kane, Sami Zayn, Neville, Zack Ryder, Cesaro, Rusev e Seth Rollins.
Nella puntata di SmackDown del 2 aprile, Rusev invoca la sua clausola di rivincita per affrontare Cena per il titolo a Extreme Rules; in un Russian Chain match. Cena riesce a mantenere il titolo, battendo lo sfidante sia a Extreme Rules che a Payback, in un "I quit" match, poi nel Raw successivo al PPV, viene attaccato dall'NXT Champion Kevin Owens. A Elimination Chamber, Owens sconfigge Cena in un match non titolato; tuttavia, a Money in the Bank, John si prende la rivincita. La sfida decisiva è fissata a Battleground, dove Cena sconfigge Kevin Owens, mantenendo lo United States Championship e concludendo la loro faida.
Nel Raw del 20 luglio, Cena sfida Seth Rollins per il WWE World Heavyweight Championship, ma questi rifiuta. La settimana successiva, Cena sfida nuovamente Rollins: l'Authority interviene e sancisce un match tra Cena e Rollins, valevole però per lo United States Championship; durante il match, Cena si rompe il naso dopo una ginocchiata di Rollins, ma riesce comunque a vincere. In seguito a ciò, viene sancito un incontro tra Cena e Rollins a SummerSlam, con in palio sia il WWE World Heavyweight Championship che lo United States Championship: nel PPV di agosto è Rollins a trionfare, dopo che Cena viene attaccato a tradimento, con una sedia d'acciaio, dall'ospite speciale dell'evento, Jon Stewart.
Il 31 agosto, a Raw, Cena invoca la sua clausola di rivincita per affrontare Rollins a Night of Champions: nella stessa serata, Rollins dovrà quindi affrontare prima Cena e poi Sting, mettendo contro quest'ultimo il titolo mondiale in palio. A Night of Champions, John Cena riesce a conquistare per la quinta volta in carriera lo United States Championship battendo Seth Rollins (che si rifarà sconfiggendo Sting). In seguito, Cena difende con successo il titolo in due occasioni, sempre contro Rollins: la prima già nell'episodio di Raw successivo al PPV, la seconda in uno steel cage match all'evento WWE Live from Madison Square Garden. A Hell in a Cell, tuttavia, Cena viene sorpreso dal rientrante Alberto Del Rio, che gli strappa il titolo nel corso di una US Open Challenge.
Il 28 dicembre torna a Raw per sfidare Alberto Del Rio con lo United States Title in palio, vincendo il match solo per squalifica, a causa dell'intervento di Rusev e Sheamus. Durante un successivo match contro lo stesso Del Rio in un live event, però, John si infortuna alla spalla ed è costretto a sottoporsi a un'operazione chirurgica.

#### Faida con AJ Styles (2016–2017)
Ancora convalescente, appare a WrestleMania 32, il 3 aprile 2016, aiutando il vecchio rivale The Rock durante l'attacco della Wyatt Family. Il 25 aprile, annuncia su Twitter il suo ritorno, in occasione dell'episodio di Raw del 30 maggio. In questa puntata, Cena viene sfidato da AJ Styles, il quale compie un turn heel attaccando il bostoniano assieme a Luke Gallows e Karl Anderson (i tre formeranno la stable denominata Club). L'incontro tra i due è fissato per Money in the Bank, e al PPV è AJ Styles a prevalere, a causa dell'intervento dei due alleati nonostante il contratto vietasse la loro interferenza (al momento dell'entrata nel ring da parte di Gallows e Anderson, l'arbitro era però a terra). La notte seguente, nella puntata di Raw del 20 giugno, Cena affronta Karl Anderson in un incontro che vince per squalifica a causa dell'intervento di AJ Styles e Luke Gallows. Sempre il Club gli costa il match con Seth Rollins, nel Raw del 27 giugno; la stessa sera, però, Cena causa la sconfitta di AJ Styles contro Dean Ambrose. Nella rivalità tra Cena e il Club si inserisce anche la coppia formata da Enzo Amore e Big Cass, entrambi schieratisi con John. Nella puntata di Raw del 18 luglio, Cena, Enzo Amore, Big Cass e il New Day vengono sconfitti dal Club e dalla Wyatt Family; in seguito, nello SmackDown del 19 luglio, John Cena batte Luke Gallows. Proprio nel corso del draft avvenuto in questa puntata, John viene trasferito per la prima volta dal 2005 nel roster di SmackDown (in realtà era stato spostato nello show blu nella draft lottery del 2011, salvo poi venire sorteggiato per il ritorno a Raw nello stesso episodio). Il 24 luglio, a Battleground, John Cena, Enzo Amore e Big Cass sconfiggono il Club in un six-man tag team match.
Ancora in rivalità con AJ Styles, allo SmackDown del 26 luglio non riesce a vincere un six-pack challenge match per diventare #1 contender al titolo del mondo di Dean Ambrose (è Dolph Ziggler a prevalere nei confronti di John, AJ Styles, Apollo Crews, Baron Corbin e Bray Wyatt). Il 21 agosto alla resa dei conti disputata a SummerSlam, Cena viene sconfitto da AJ Styles in un match uno contro uno. La vittoria su Cena lancia AJ Styles, che a settembre vince il titolo mondiale. John si prende una piccola pausa, salta Backlash ma il 9 ottobre, a No Mercy, con lo stesso AJ e Dean Ambrose è uno dei partecipanti al Triple threat per il WWE World Championship, vinto dal campione in carica.
Cena abbandona temporaneamente la WWE, facendo il suo ritorno solo nella puntata di SmackDown del 27 dicembre e sfidando AJ Styles, per il WWE Championship, in un match da disputare alla Royal Rumble del 2017. Nella puntata di SmackDown del 10 gennaio sconfigge Baron Corbin, mentre alla Royal Rumble (il 29 gennaio) riesce finalmente ad avere la meglio su AJ Styles, laureandosi per la sedicesima volta campione del mondo.
Con Randy Orton, all'epoca alleato di Bray Wyatt, vincitore della Royal Rumble, iniziano i primi screzi tra detentore del titolo e #1 contender. Nella puntata di SmackDown del 31 gennaio, Cena e Luke Harper (da poco estromesso dalla Family) vengono sconfitti da Bray Wyatt e Randy Orton; sette giorni dopo, John sconfigge Randy in un incontro non valevole per la cintura. Cintura che Cena perde il 12 febbraio, venendo sconfitto a Elimination Chamber in favore di Bray Wyatt, capace di aggiudicarsi il match nella camera dell'eliminazione a scapito pure di AJ Styles, Baron Corbin, Dean Ambrose e The Miz. Bray Wyatt si ripeterà anche due giorni più tardi, a SmackDown, quando batterà Cena e AJ Styles in un triple threat match.
L'unica opportunità per John di lottare a WrestleMania contro Wyatt sarebbe quella di vincere la 10-Man Battle Royal del 21 febbraio, ma il bostoniano, dopo avere eliminato The Miz, viene buttato fuori dal ring dallo stesso Mizanin. Proprio il 21 febbraio, la fidanzata di John Cena, Nikki Bella, entra in rivalità con la moglie di The Miz, Maryse, che interferisce nel match di Nikki contro Natalya provocando la vittoria della canadese. Il match tra le due coppie viene sancito per WrestleMania 33, e durante la strada per il PPV più importante dell'anno, John e Nikki si allenano battendo prima James Ellsworth e Carmella e poi Fandango e Tyler Breeze (anche se in realtà l'incontro è tra John Cena e Fandango, Nikki Bella ha comunque l'occasione di eseguire la sua mossa finale su Breeze). Il 2 aprile, a WrestleMania 33, Cena e Nikki Bella riescono a battere The Miz e Maryse in un Mixed Tag Team match; al termine della sfida, al centro del ring, John chiede a Nikki di sposarlo e la ragazza accetta.
L'incontro di WrestleMania 33 rappresenta uno spartiacque nella carriera di John Cena, il quale, già accordatosi qualche mese prima con la WWE, all'età di 40 anni smette di essere un wrestler a tempo pieno e assume un ruolo da part-timer.

#### Apparizioni sporadiche (2017–2024)
John Cena riappare su un ring WWE solo nello SmackDown del 4 luglio. Qualche settimana prima, nel promo che annunciava il suo ritorno, era stato indicato come Free-agent, e dunque in grado di apparire in entrambi i roster. Cena viene subito sfidato da Rusev: l'11 luglio John e AJ Styles battono Rusev e Kevin Owens, poi, a Battleground, Cena sconfigge Rusev in un Flag match. Nella puntata di SmackDown del 1º agosto Cena viene schienato da Shinsuke Nakamura in un match per determinare lo sfidante al WWE Championship di Jinder Mahal per SummerSlam. Sempre a SmackDown, il 15 agosto, il bostoniano affronta Jinder Mahal in un match non titolato, battendolo per squalifica per l'intervento di Baron Corbin; lo stesso Corbin incassa il Money in the Bank su Mahal ma, a causa dell'interferenza di Cena, viene incredibilmente sconfitto. Per questo motivo, a SummerSlam, Cena affronta e batte Baron Corbin.
Il 21 agosto Cena fa il suo ritorno a Raw con la volontà di affrontare Roman Reigns, colui che i dirigenti, secondo John, hanno scelto di fare diventare il nuovo volto della WWE. Cena e Reigns fanno comunque squadra per battere The Miz e Samoa Joe e successivamente Luke Gallows e Karl Anderson, ma gli incontri di coppia non impediscono alla rivalità di sbocciare. Già prima del tag team match contro Gallows e Anderson, va in scena la firma del contatto tra John e Roman per la loro sfida a No Mercy, con Cena che annichilisce verbalmente Reigns grazie alle sue abilità al microfono. Nella puntata di Raw del 4 settembre Cena supera Jason Jordan e dopo il match ha un nuovo diverbio con Roman Reigns. L'11 batte Braun Strowman per squalifica, dopo essere stato colpito con una Running powerslam sui gradoni d'acciaio. A No Mercy, tuttavia, Cena viene schienato da Roman Reigns, che riesce a resistere addirittura a quattro Attitude Adjustment.
Il 30 ottobre viene annunciata da Shane McMahon la presenza di John Cena come membro del Team SmackDown in occasione di Survivor Series. Il 5-on-5 Traditional Survivor Series Elimination match è però vinto dal Team Raw, con John che viene eliminato per quarto da Kurt Angle. Cena torna a Raw il 25 dicembre, sconfiggendo Elias. Il 28 gennaio, alla Royal Rumble, partecipa al match omonimo entrando con il numero 20 ma venendo eliminato da Shinsuke Nakamura come terzultimo. Nella puntata di Raw del 29 gennaio Cena sconfigge Finn Bálor e si qualifica di conseguenza per il #1 contender Elimination Chamber match nell'omonimo pay-per-view. Il 5 febbraio lotta in un Triple Threat match contro Braun Strowman e Elias, con in palio la possibilità di entrare per ultimo nella camera dell'eliminazione. L'incontro, tuttavia, viene vinto con furbizia da Elias. La settimana successiva sconfigge The Miz costringendolo, come da stipulazione, a entrare per primo nell'Elimination Chamber match. Il 19 febbraio va in scena un Gauntlet match tra i sette partecipanti al match del PPV, ma John viene eliminato per secondo da Seth Rollins. Le cose non vanno meglio a Elimination Chamber, dove viene eliminato per terzo da Braun Strowman (l'incontro sarà poi vinto da Roman Reigns).
La sera successiva annuncia al pubblico la volontà di sfidare Undertaker a WrestleMania 34, aggiungendo però di considerare impossibile una risposta positiva da parte del Deadman. Così, Cena decide di sfruttare il suo stato di free-agent per comparire a SmackDown, chiedendo di venire inserito nel Fatal 5-Way match valido per il WWE Championship a Fastlane. Nello show blu sconfigge il WWE Champion AJ Styles in un match non titolato, ottenendo dunque il diritto di partecipare al match di Fastlane. John torna poi a Raw affrontando per la prima volta in carriera Goldust, sconfiggendolo. A Fastlane, però, nel Six-pack Challenge match valevole per il WWE Championship, non riesce ad avere la meglio su Baron Corbin, Dolph Ziggler, Kevin Owens, Sami Zayn e AJ Styles, con quest'ultimo che si conferma campione. Impossibilitato a competere per i titoli mondiali, Cena tenta in tutti i modi di provocare Undertaker, senza riuscire a ottenere una risposta. Nella puntata di Raw del 26 marzo sconfigge Kane in un No Disqualification match, ma il Phenom continua a rimanere fuori dagli show: per questo motivo, John prende la decisione di guardare WrestleMania assieme ai tifosi. L'8 aprile, a WrestleMania 34, Cena si presenta effettivamente tra il pubblico ma poi ha un alterco con Elias, al quale rifila l'Attitude Adjustment. Subito dopo, invocato per l'ennesima volta dal bostoniano, The Undertaker arriva sul ring e batte clamorosamente John in poco meno di tre minuti.
Il 27 aprile 2018, nello special event Greatest Royal Rumble, Cena sconfigge Triple H. Nel mese di agosto, viene annunciato un match tra John Cena e Kevin Owens in occasione di Super Show-Down, in Australia. Vista, però, la rivalità del canadese con Bobby Lashley (tornato in WWE ad aprile e appena uscito dal feud con Elias), l'incontro viene modificato in un due contro due: Cena e Lashley contro Elias e Kevin Owens. Nel frattempo, il 1º settembre, Cena partecipa in un house show a Shanghai, in Cina (dove sta girando un film con Jackie Chan), presentandosi con un nuovo taglio di capelli e con una nuova mossa per pubblicizzare il film in lavorazione: il Lightning Fist. Proprio con il Lightning Fist conclude il match, sconfiggendo Elias, Baron Corbin e Jinder Mahal assieme a Lashley e Finn Balor. In seguito, a Super Show-Down, Cena e Lashley battono Elias e Owens. Nella puntata Raw dell'8 ottobre viene annunciato che John Cena sarebbe stato uno degli otto partecipanti al torneo WWE World Cup, un inedito torneo a eliminazione diretta in programma a Crown Jewel, in Arabia Saudita. In seguito all'omicidio del giornalista Jamal Khashoggi da parte di alcuni uomini dei servizi segreti sauditi, Cena, come Daniel Bryan, decide di non prendere parte allo show, venendo sostituito da Bobby Lashley.
Sul finire del 2018 la WWE manda in onda dei promo relativi al ritorno di Cena, cosa confermata dallo stesso wrestler su Twitter. Nella puntata di SmackDown del 1º gennaio 2019 tiene un promo e poi, assieme a Becky Lynch, sconfigge Andrade "Cien" Almas e Zelina Vega in un Mixed Tag Team match. Cena appare anche a Raw il 7 gennaio per annunciare la sua partecipazione al Royal Rumble match; la stessa sera, inoltre, Cena, Finn Bálor e Seth Rollins sconfiggono Bobby Lashley, Dean Ambrose e Drew McIntyre. Il 14 gennaio partecipa a un Fatal 4-Way match con Baron Corbin, Drew McIntyre e Finn Bálor per determinare lo sfidante di Brock Lesnar per il WWE Universal Championship alla Royal Rumble: il match viene vinto da Bálor, che schiena proprio Cena. Durante il suddetto incontro, John subisce un infortunio alla caviglia (kayfabe) che gli impedisce di partecipare alla rissa reale a trenta uomini, venendo sostituito da Braun Strowman. Torna il 7 aprile, a WrestleMania 35, dove interrompe il concerto rock di Elias. In quest'occasione, si presenta a sorpresa con la vecchia gimmick del rapper, attaccando il suo avversario dopo un promo freestyle. Fa un'altra apparizione one night only all'inizio di Raw Reunion del 22 luglio, tenendo un promo con gli Usos e Rikishi.
Il 12 febbraio 2020 viene annunciato il ritorno di Cena a Smackdown nella puntata del 28 febbraio. Si presenta nel main event per annunciare che non avrebbe partecipato a WrestleMania 36, ma viene sfidato da Bray Wyatt. I due si affronteranno quindi nello show più importante dell'anno, il prossimo 5 aprile. Nella seconda serata di WrestleMania 36, Cena è stato sconfitto da "The Fiend" Bray Wyatt in un Firefly Fun House match; durante l'incontro Wyatt ha ripercorso la carriera di Cena cambiando i suoi ricordi (kayfabe), compreso il match tra i due avvenuto sei anni prima, a WrestleMania XXX.
Il 18 luglio 2021, a Money in the Bank, tornò dopo oltre un anno, interrompendo Roman Reigns al termine di un match con Edge e lo sfidò per SummerSlam, ma all'evento venne sconfitto. Il 1º aprile, a WrestleMania 39, affrontò Austin Theory per lo United States Championship ma venne sconfitto. Il 2 settembre, a Payback, venne scelto come arbitro speciale del match tra LA Knight e The Miz vinto dal primo. Il 7 ottobre, a Fastlane, Cena e LA Knight prevalsero su Jimmy Uso e Solo Sikoa. La faida con la Bloodline proseguì e il 4 novembre, a Crown Jewel, si scontrò con Solo Sikoa, dove venne sconfitto.
Il 7 aprile 2024, durante il main event della seconda serata di WrestleMania XL tra Roman Reigns e Cody Rhodes, Cena arriva in soccorso di Rhodes eseguendo su Solo Sikoa e Roman Reigns un Attitude Adjustment e schiantando il primo nel tavolo dei commentatori. Successivamente, appare The Rock che esegue una Rock Bottom su Cena. La sera successiva torna a lottare a Raw, non si esibiva in un match all'evento da gennaio 2019, fa coppia con gli Awesome Truth e riescono a sconfiggere Finn Bálor, JD McDonagh e Dominik Mysterio membri del Judgment Day.
Tornò a sorpresa il 6 luglio 2024 a Money in the Bank dove annunciò il suo ritiro previsto nel 2025. Nella conferenza stampa post-evento dichiarò che sarebbe stato presente dalle trenta alle quaranta date in tutto l'anno.

#### The Last Time is Now (2025–presente)

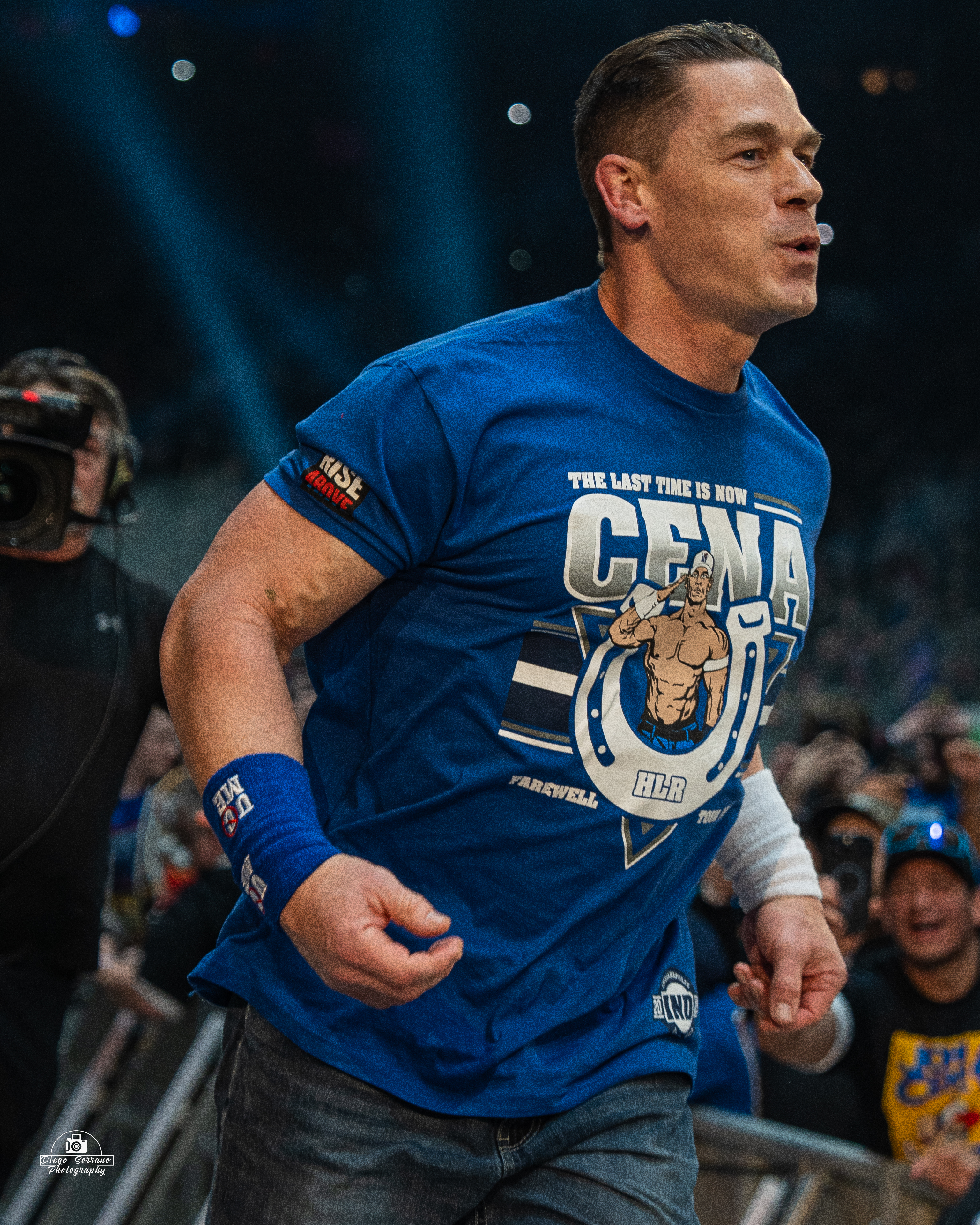
John Cena durante Royal Rumble 2025

Il 6 gennaio 2025 nella prima puntata di Raw in onda su Netflix, Cena annuncia che parteciperà al Royal rumble match il 1° febbraio successivo all'evento omonimo. Cena entra nel match con il numero 23 eliminando Finn Bálor, Braun Strowman e Logan Paul. Viene eliminato a sua volta per ultimo dal vincitore Jey Uso. A Elimination Chamber: Toronto prevale sugli avversari battendo per ultimo CM Punk; in seguito nel prosieguo della serata effettua uno storico turn heel unendosi a The Rock attaccando brutalmente Cody Rhodes. Cena torna ad interpretare un personaggio negativo dopo 22 anni.
Il 20 aprile 2025, a WrestleMania 41 grazie anche all'aiuto del rapper Travis Scott, sconfigge Cody Rhodes nel main event e vince il WWE Championship, superando il record di sedici titoli mondiali condiviso fino a quel momento con Ric Flair. La prima difesa titolata arriva il 10 maggio seguente, a Backlash, contro lo storico rivale Randy Orton, dove mantenne il titolo grazie all'interferenza di R-Truth. A Saturday Night's Main Event XXXIX sconfigge proprio R-Truth, in un incontro non titolato, e interferisce nel main event cercando di far vincere a Logan Paul il World Heavyweight Championship di Jey Uso, ma intervenne Cody Rhodes in aiuto di Uso. Questo porta ad un tag team match nel main event di Money in the Bank dove Uso e Rhodes hanno la meglio con quest'ultimo che ottiene lo schienamento decisivo su Cena.
Viene poi sfidato da CM Punk per un match titolato a Night of Champions e nelle settimane seguenti i due si imitarono a vicenda, prima Cena fece un discorso polemico rivolto alla federazione (come la famosa pipe bomb di Punk) e la settimana seguente Punk apparve vestito da rapper (richiamando il Doctor of Thuganimics). All'evento fu John Cena a mantenere la cintura dopo varie interferenze tra cui   il detentore del Money in the Bank Seth Rollins. La sera stessa Cody Rhodes sconfisse Randy Orton vincendo il King of the Ring guadagnando un match titolato a SummerSlam. Nonostante il rifiuto di Cena, Rhodes lo costrinse con la forza a firmare il contratto ufficializzando il match con la stipulazione dello Street Fight. Nella seguente puntata di Smackdown Cena rivela di essersi pentito del comportamento avuto negli ultimi mesi effettuando quindi un turn face alla vigilia di SummerSlam. Il 3 agosto, nella seconda notte dell'evento viene sconfitto da Cody Rhodes e perse la cintura dopo 104 giorni e al termine dell'incontro viene attaccato dal rientrante Brock Lesnar.

## Impegno sociale
John Cena collabora con la "Make-A-Wish Foundation", un'associazione che raccoglie i desideri dei bambini bisognosi per realizzarli, nel 2015 celebra il traguardo dei 500 desideri esauditi, prima celebrità ad arrivarvi; nel 2019 ha esaudito il seicentesimo desiderio.
Nell'ottobre 2012 indossa cappello, maglietta e polsini rosa con la scritta "Rise Above Cancer" in sostegno delle donne che hanno o hanno avuto il cancro al seno, consegnando l'intero ricavato delle vendite degli indumenti all'associazione Susan G. Komen for the Cure. Nel 2014 indossa una maglia con scritto "Keep Calm and Never Give Up" di colore rosa, sempre in sostegno delle donne affette da cancro al seno.

## Vita privata
Nella primavera del 2009, durante la promozione del film 12 Round, Cena annuncia il suo fidanzamento con Elizabeth Huberdeau, che sposa l'11 luglio dello stesso anno. Il 1º maggio 2012, tuttavia, la coppia chiede e ottiene il divorzio, formalizzato il 18 luglio seguente.
Subito dopo John ha intrapreso una lunga relazione con la collega Nikki Bella. Inizialmente intenzionato a non sposarsi e a non avere figli a causa delle loro carriere, successivamente ha cambiato idea chiedendo a Nikki di sposarlo sul ring di WrestleMania 33 il 2 aprile 2017; il 16 aprile 2018, tuttavia, la coppia si separa a causa della volontà di John di non avere figli.
Nel marzo 2019 viene fotografato per la prima volta assieme alla fidanzata, Shay Shariatzadeh, che sposa l'anno seguente.
È tifoso del Tottenham.

## Personaggio
La gimmick di debutto di John Cena era quella di un lottatore pronto a scalare le gerarchie grazie alla sua ruthless aggression, caratteristica richiesta da Vince McMahon durante un promo a Raw.

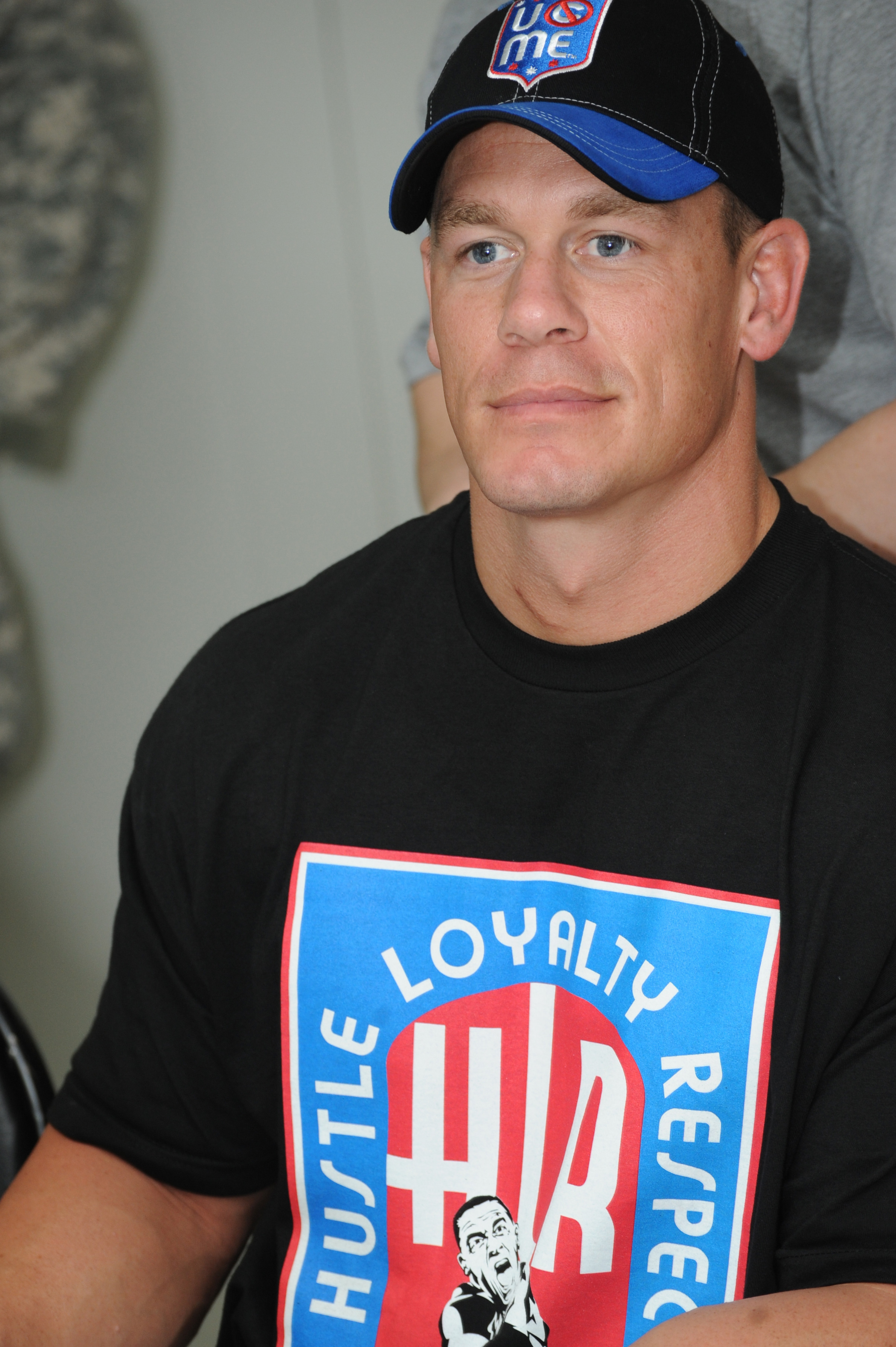
John Cena al Tribute to the Troops

Il personaggio di Cena viene maggiormente definito in seguito al suo turn heel. Nell'ottobre del 2002 si esibisce in un freestyle davanti a Stephanie McMahon, dando inizio alla gimmick del rapper. La bravura al microfono di John viene definitivamente fuori nei primi mesi del 2003, quando sfrutta un infortunio per dare sfoggio delle sue abilità. In questo periodo cambia anche l'attire: Cena comincia a presentarsi sul ring con un paio di jeans corti, dei polsini, un cappellino e una maglietta/canottiera di un giocatore di football o di basket solitamente appartenente alla squadra del luogo. Malgrado l'essere heel, la popolarità del bostoniano crescerà tra il pubblico soprattutto grazie al modo originale usato per prendersi gioco dei suoi avversari: ricordiamo il gesto dello "You can't see me" e la sua mossa finale ribattezzata F-U (acronimo di "F**k you"), in contrapposizione alla F-5 di Brock Lesnar.
Con il turn face del novembre 2003 e la vittoria del WWE United States Championship contro Big Show a WrestleMania XX (2004), John diventa il lottatore più popolare di SmackDown. La gimmick del rapper viene abbandonata nel 2005, dopo la conquista del suo primo WWE Championship, a WrestleMania 21 (2005), e il passaggio a Raw. Da quel momento inizierà a usare il saluto militare e, soprattutto, verrà considerato il volto della federazione per gli anni successivi.
Il character di Cena è da sempre criticato per l'esagerato buonismo e l'aspetto da supereroe. Emblemi del personaggio di John sono l'imbattibilità negli "I Quit" match (combattuti e vinti, in ordine cronologico, contro John "Bradshaw" Layfield, Randy Orton, Batista, The Miz e Rusev) e il fatto che egli abbia perso per sottomissione soltanto quattro volte in carriera (contro Chris Jericho, Chris Benoit e due volte contro Kurt Angle), esclusivamente negli anni antecedenti alla sua ascesa. In storyline la resistenza "sovrumana" di Cena si nota per la prima volta a No Way Out 2005, nel match con Kurt Angle.
Con il passaggio della WWE a una linea editoriale dedicata maggiormente alle famiglie (la cosiddetta "PG Era"), anche il personaggio di John Cena ha subìto diverse modifiche. Il gruppo dei suoi tifosi, inizialmente chiamato "Chain Gang", è riconosciuto dal 2008 come "CeNation", mentre le due mosse finali (la F-U e la STF-U, quest'ultima acronimo di "Shut the f**k up"), a partire dal 2009 sono state ribattezzate Attitude Adjustment e STF.
Cena ha smesso di essere un wrestler a tempo pieno nella primavera del 2017, dopo WrestleMania 33, quando ha lasciato temporaneamente il ring per iniziare le riprese del film Daddy's Home 2; a causa dei tanti impegni cinematografici, è apparso negli show WWE in poche occasioni negli anni successivi.
Dopo aver annunciato il tour di ritiro a Money in the Bank 2024, Cena inizia ad apparire con frequenza regolare a partire dal debutto di Raw su Netflix del 6 gennaio 2025, annunciando di voler vincere il suo diciassettesimo titolo mondiale e, in tal modo, stabilire un nuovo record. Dopo aver tentato invano di vincere il royal rumble match all'omonimo evento, partecipa e vince l'elimination chamber match al PLE successivo, staccando il biglietto per WrestleMania 41 e guadagnandosi il diritto di sfidare Cody Rhodes per il WWE Championship. Dopo il match, durante un confronto con quest'ultimo, Cena si è alleato a The Rock attuando uno storico turn heel. Per la prima volta dopo più di 20 anni, si è schierato dalla parte dei "cattivi", mostrandosi pronto a tutto pur di raggiungere i suoi scopi e voltando le spalle al pubblico che, a detta sua, si è dimostrato ingrato e scorretto nei suoi confronti, arrivando a paragonare il rapporto con essi come una "relazione tossica durata vent'anni".

### Mosse finali

John Cena mentre esegue l'Attitude Adjustment su Kane

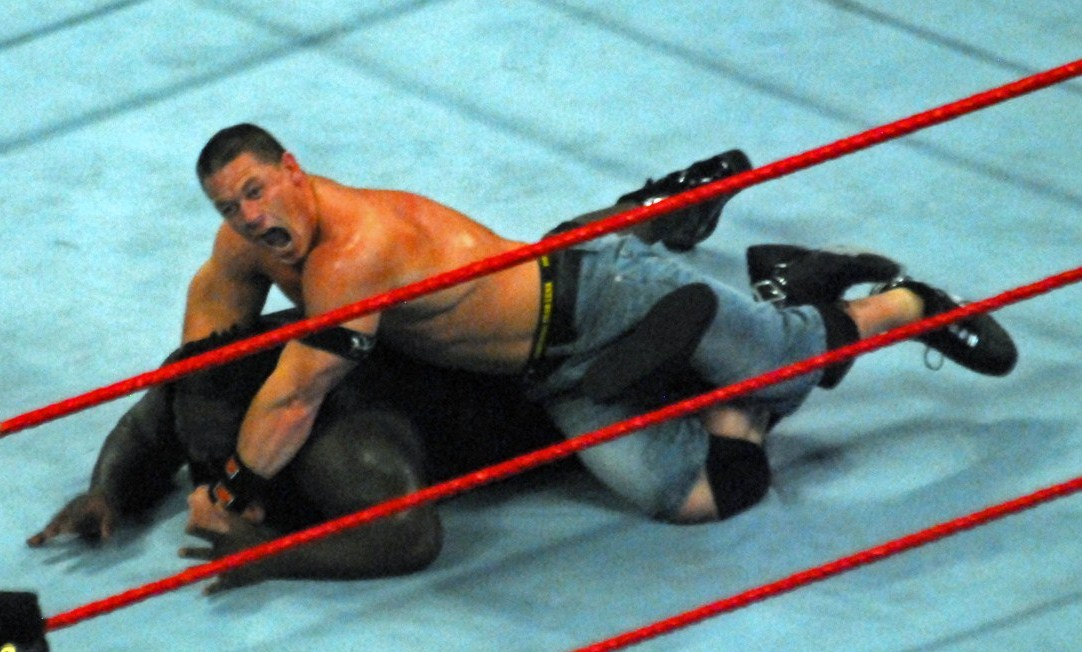
John Cena mentre applica una STF su Mark Henry

- F-U / Attitude Adjustment (Fireman's carry into powerslam) – dal 2003
- STF – dal 2005
- Protobomb (Spin-out powerbomb) – 1999–2003
- Lightning Fist (Uppercut) – 2018

### Soprannomi
- "The Cenation Leader/The Leader of the Cenation"
- "The Chain Gang Soldier"[252][253]
- "The Doctor of Thuganomics"
- "The Face of WWE"
- "Mr. Money in the Bank"

## Titoli e riconoscimenti

### Wrestling
- The Baltimore Sun

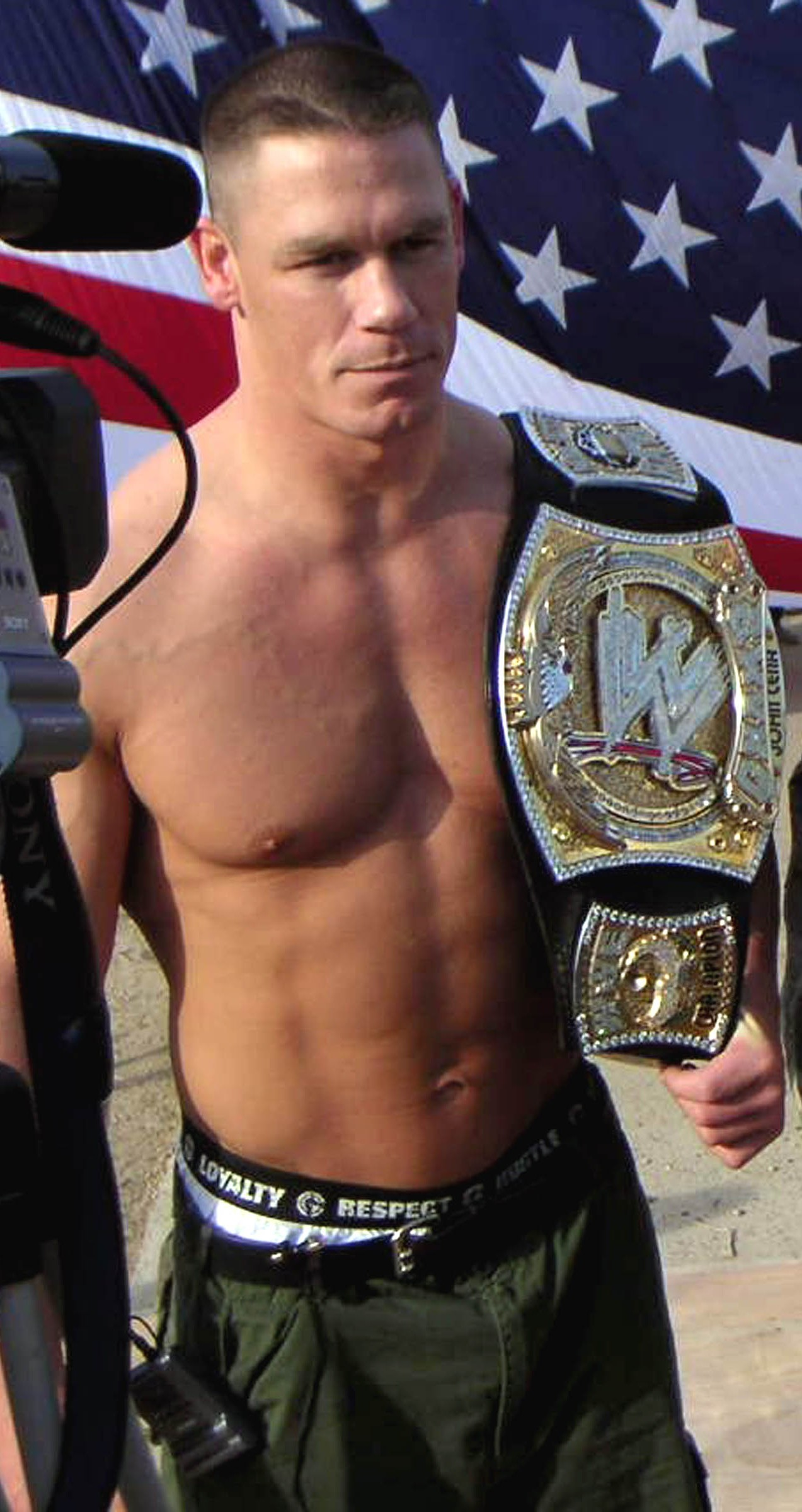
Cena con il WWE Championship, titolo che ha detenuto per un record di quattordici volte

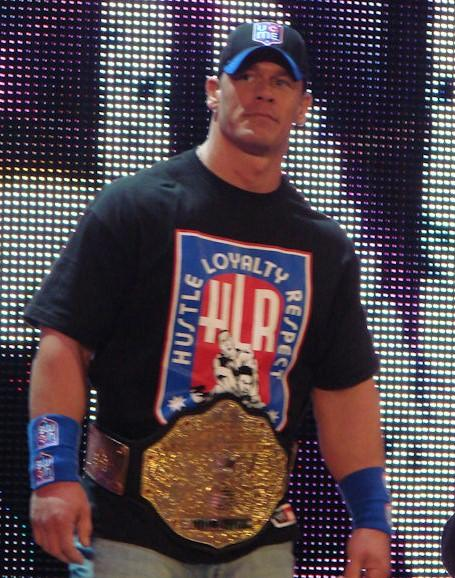
Cena con il World Heavyweight Championship, titolo che ha detenuto tre volte

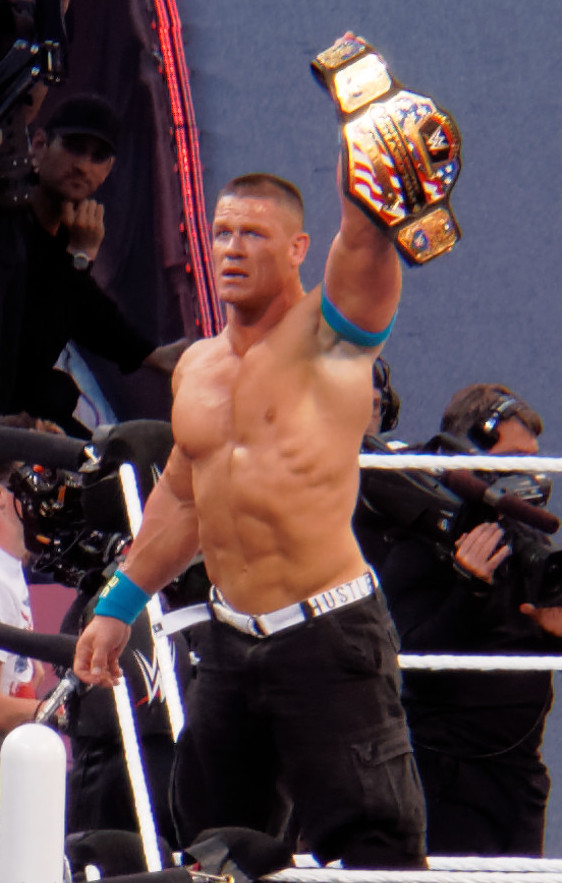
Cena con lo United States Championship, titolo che ha detenuto cinque volte

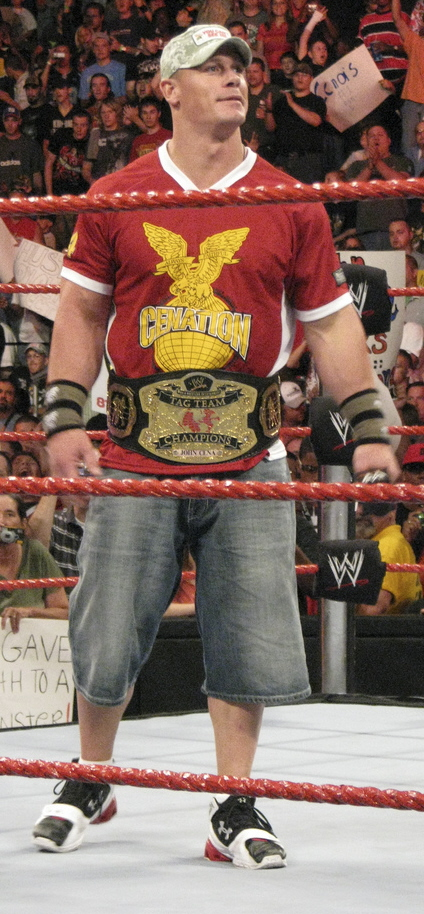
Cena con il World Tag Team Championship, titolo che ha vinto due volte (una con Batista e una con Shawn Michaels)

  - Match of the Year (2007) - vs. Shawn Michaels a Raw il 23 aprile
  - Wrestler of the Year (2007, 2010)
  - Feud of the Year (2010) - vs. il Nexus
- Ohio Valley Wrestling
  - OVW Heavyweight Championship (1)
  - OVW Southern Tag Team Championship (1) – con Rico Constantino
- Pro Wrestling Illustrated
  - Feud of the Year (2006) - vs. Edge[254][255]
  - Feud of the Year (2011) - vs. CM Punk[254][256]
  - Match of the Year (2007) - vs. Shawn Michaels a Raw il 23 aprile[254][257]
  - Match of the Year (2011) - vs. CM Punk a Money in the Bank[254][258]
  - Match of the Year (2013) - vs. Daniel Bryan a SummerSlam[254]
  - Match of the Year (2014) - vs. Bray Wyatt in un last man standing match a Payback[254]
  - Match of the Year (2016) - vs. AJ Styles a SummerSlam[254]
  - Most Improved Wrestler of the Year (2003)[254][259]
  - Most Popular Wrestler of the Decade (2000–2009, 2010-2019)
  - Most Popular Wrestler of the Year (2004, 2005, 2007, 2012)[260]
  - Wrestler of the Year (2006, 2007)[254]
  - 1º tra i 500 migliori wrestler nella PWI 500 (2006, 2007, 2013)[261][262][263]
- Rolling Stone
  - Best Storyline (2015) - vs. Kevin Owens[264]
  - Feud of the Year (2015) - per la United States Open Challenge[264]
  - Match of the Year (2015) - vs. Kevin Owens a Money in the Bank[264]
  - Most Improbably Awesome Match of the Year (2017) - Team Angle vs. Team McMahon a Survivor Series[264]
- Sports Illustrated
  - Muhammad Ali Legacy Award (2018)
- Ultimate Pro Wrestling
  - UPW Heavyweight Championship (1)
- WWE
  - WWE Championship (14)[265][266]
  - WWE United States Championship (5)[267]
  - World Heavyweight Championship (3)[268]
  - World Tag Team Championship (2) – con Batista (1) e Shawn Michaels (1)[269]
  - WWE Tag Team Championship (2) – con David Otunga (1) e The Miz (1)[270]
  - Royal Rumble (edizione 2008 e 2013)[271]
  - Money in the Bank (edizione 2012)[272]
  - Slammy Award (10)[273]
    - Game Changer of the Year (edizione 2011) - con The Rock[274]
    - Hero in All of Us (edizione 2015)[275]
    - Holy $#!+ Move of the Year (edizione 2010) - per avere lanciato Batista sullo stage con una Attitude Adjustment[276]
    - Insult of the Year (edizione 2012) a Dolph Ziggler e Vickie Guerrero: "Voi siete l'esatto opposto. Uno adora mangiare le noci e l'altra le sta ancora cercando"[277]
    - Kiss of the Year (edizione 2012) - con AJ Lee[277]
    - Match of the Year (edizione 2013, edizione 2014) - vs. The Rock per il WWE Championship a WrestleMania 29 e Team Cena vs. Team Authority alle Survivor Series[278][279]
    - Superstar of the Year (edizione 2009, 2010, 2012)[276][277][280]
- Wrestling Observer Newsletter
  - 5 Star Match (2011) - vs. CM Punk a Money in the Bank il 17 luglio[254]
  - Best Box Office Draw (2007)[254][281]
  - Best Gimmick (2003)[254][281]
  - Best on Interviews (2007)[254][281]
  - Feud of the Year (2011) - vs. CM Punk[254][282]
  - Match of the Year (2011) - vs. CM Punk a Money in the Bank il 17 luglio[254][282]
  - Most Charismatic (2006–2010)[254][281]
  - Most Charismatic of the Decade (2000–2009)[283]
  - Wrestler of the Year (2007, 2010)[254][281]
  - Worst Feud of the Year (2012) - vs. Kane[284]
  - Worst Worked Match of the Year (2012) - vs. John Laurinaitis a Over the Limit[284]
  - Worst Worked Match of the Year (2014) - vs. Bray Wyatt a Extreme Rules[285]
  - Wrestling Observer Newsletter Hall of Fame (Classe del 2012)[286]

### Altri riconoscimenti
- Vincitore trofeo K.R. (2015)
- Springfield College Athletic Hall of Fame (classe del 2015)[287]
- Make-A-Wish Foundation Chris Greicius Celebrity Award
- Make-A-Wish Foundation Special Recognition Award – per essere stato il primo a realizzare 300 richieste/desideri[288]
- Sports Social TV Entertainer of the Year (2014)[289]
- Susan G. Komen Race for the Cure Grand Marshal (2014)[290]
- USO Legacy of Achievement Award (2016)

## Filmografia

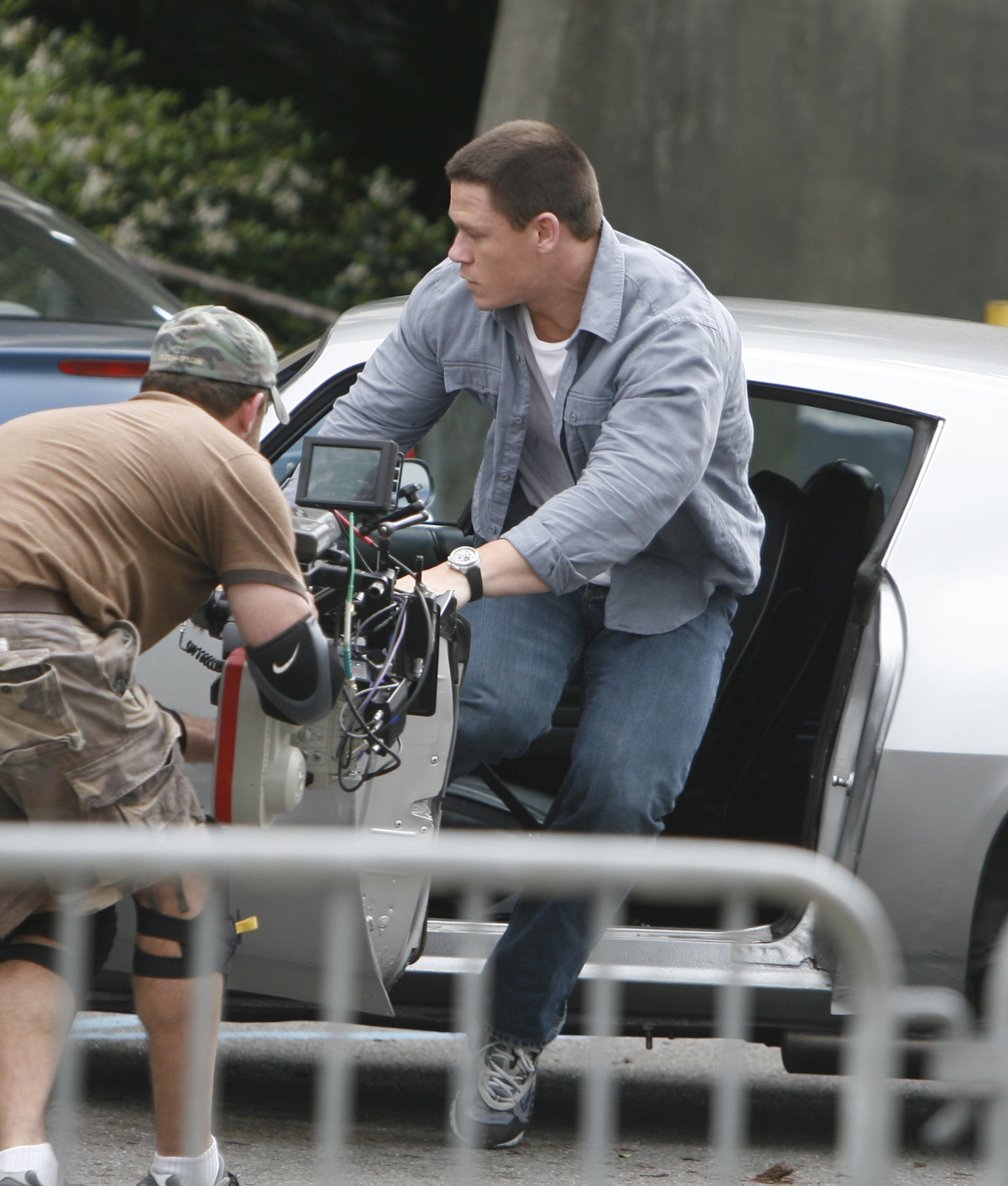
John Cena durante le riprese sul set di 12 Round (2009)

### Attore

#### Cinema
- Presa mortale (The Marine), regia di John Bonito (2006)
- 12 Round (12 Rounds), regia di Renny Harlin (2009)
- Legendary (The Legendary), regia di Mel Damski (2010)
- The Reunion, regia di Michael Pavone (2011)
- Un disastro di ragazza (Trainwreck), regia di Judd Apatow (2015)
- Le sorelle perfette (Sisters), regia di Jason Moore (2015)
- Daddy's Home, regia di Sean Anders e John Morris (2015)
- The Wall, regia di Doug Liman (2017)
- Daddy's Home 2, regia di Sean Anders (2017)
- Giù le mani dalle nostre figlie (Blockers), regia di Kay Cannon (2018)
- Bumblebee, regia di Travis Knight (2018)
- Non si scherza col fuoco  (Playing with Fire) , regia di Andy Fickman (2019)
- Fast & Furious 9 - The Fast Saga (F9: The Fast Saga), regia di Justin Lin (2021)
- The Suicide Squad - Missione suicida (The Suicide Squad), regia di James Gunn (2021) – Christopher Smith / Peacemaker
- Gli amici delle vacanze (Vacation Friends), regia di Clay Tarver (2021)
- The Independent - Complotto per la Casa Bianca (The Independent), regia di Amy Rice (2022)
- Fast X, regia di Louis Leterrier (2023)
- Barbie, regia di Greta Gerwig (2023)
- Project X-Traction (Hidden Strike), regia di Scott Waugh (2023)
- Gli amici delle vacanze 2 (Vacation Friends 2), regia di Clay Tarver (2023)
- Freelance, regia di Pierre Morel (2023)
- Argylle - La super spia (Argylle), regia di Matthew Vaughn (2024)
- Ricky Stanicky - L'amico immaginario (Ricky Stanicky), regia di Peter Farrelly (2024)
- Die Hart 2: Die Harter, regia di Eric Appel (2024)
- Jackpot - Se vinci ti uccido! (Jackpot!), regia di Paul Feig (2024)
- Capi di Stato in fuga (Heads of State), regia di Il'ja Najšuller (2025)
- Superman, regia di James Gunn (2025) – cameo; Christopher Smith / Peacemaker
- Coyote vs. Acme, regia di Dave Green (2026)

#### Televisione

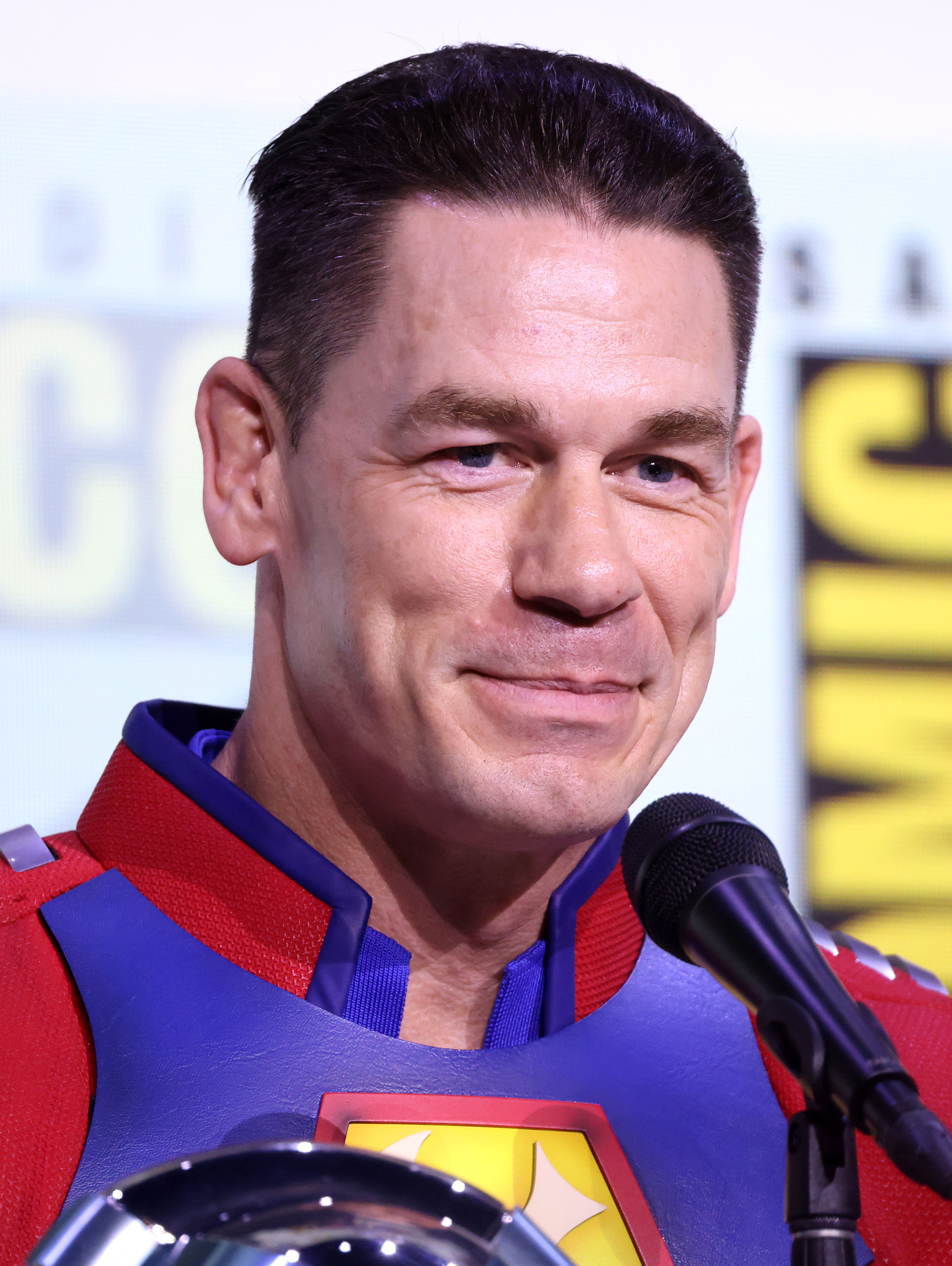
John Cena col costume di Peacemaker al San Diego Comic-Con 2025

- Psych – serie TV, episodio 4x10 (2010)
- True Jackson, VP – serie TV, episodio 2x12 (2010)
- Hannah Montana – serie TV, episodio 4x07 (2010)
- Fred: The Movie, regia di Clay Weiner – film TV (2010)
- Generator Rex – serie animata, episodio 1x13 (2010)
- Fred 2: Night of the Living Fred, regia di John Fortenberry – film TV (2011)
- Fred 3: Camp Fred, regia di Jonathan Judge – film TV (2012)
- Parks and Recreation – serie TV, episodio 7x10 (2015)
- Tour de Pharmacy, regia di Jake Szymanski – film TV (2017)
- Peacemaker – serie TV (2022-in corso) – Christopher Smith / Peacemaker
- The Bear – serie TV, episodio 3x05 (2024)
- Mr. McMahon, regia di Chris Smith – miniserie TV, 6 puntate (2024)

### Doppiatore
- Scooby-Doo! e il mistero del wrestling (Scooby-Doo! WrestleMania Mystery), regia di Brandon Vietti (2014)
- I Flintstones e WWE - Botte da orbi! (The Flintstones & WWE: Stone Age SmackDown!), regia di Spike Brandt e Tony Cervone (2015)
- Surf's Up 2 - Uniti per vincere (2017)
- Ferdinand, regia di Carlos Saldanha (2017)
- Dolittle, regia di Stephen Gaghan (2020)
- I Simpson (The Simpsons) – serie TV, episodio 36x01 (2024)

### DVD dedicati
- John Cena: Word Life (2004)
- John Cena: My Life (2007)[291]
- The John Cena Experience (2010)
- Best of WWE Volume 2 - John Cena (2010)[292]
- WWE Superstar Collection - John Cena (2012)[293]
- Rock vs. Cena: Once in a Lifetime (2012)[294]
- John Cena's Greatest Rivalries (2014)[295]

## Doppiatori italiani
Nelle versioni in italiano delle opere in cui ha recitato, John Cena è stato doppiato da:
- Stefano Alessandroni in Bumblebee, Non si scherza col fuoco, Gli amici delle vacanze, Project X - Traction, Gli amici delle vacanze 2, Freelance, The Bear
- Andrea Ward in Psych, Giù le mani dalle nostre figlie, Fast & Furious 9 - The Fast Saga, Fast X, Argylle - La super spia
- Gabriele Sabatini in Daddy's Home 2, Ricky Stanicky - L'amico immaginario, Die Hart 2: Die Harter, Jackpot - Se vinci ti uccido!, Capi di stato in fuga
- Massimo Bitossi in The Suicide Squad - Missione suicida, Peacemaker, Barbie, Mr. McMahon, Superman
- Alessandro D'Errico in Presa mortale, 12 Round, True Jackson, VP, Legendary
- Francesco Bulckaen in Un disastro di ragazza, The Independent - Complotto per la Casa Bianca
- Francesco Cavuoto in Hannah Montana
- Alberto Angrisano in The Reunion
- Saverio Indrio in Le sorelle perfette
- Massimo Rossi in Presa mortale (ridoppiaggio)

Da doppiatore è stato sostituito da:
- Fabrizio De Flaviis in Ferdinand, Dolittle
- Alberto Bognanni in Scooby Doo - Il mistero del Wrestling
- Luca Ghignone in Surf's Up 2 - Uniti per vincere
- Stefano Alessandroni in Tartarughe Ninja - Caos mutante

## Discografia

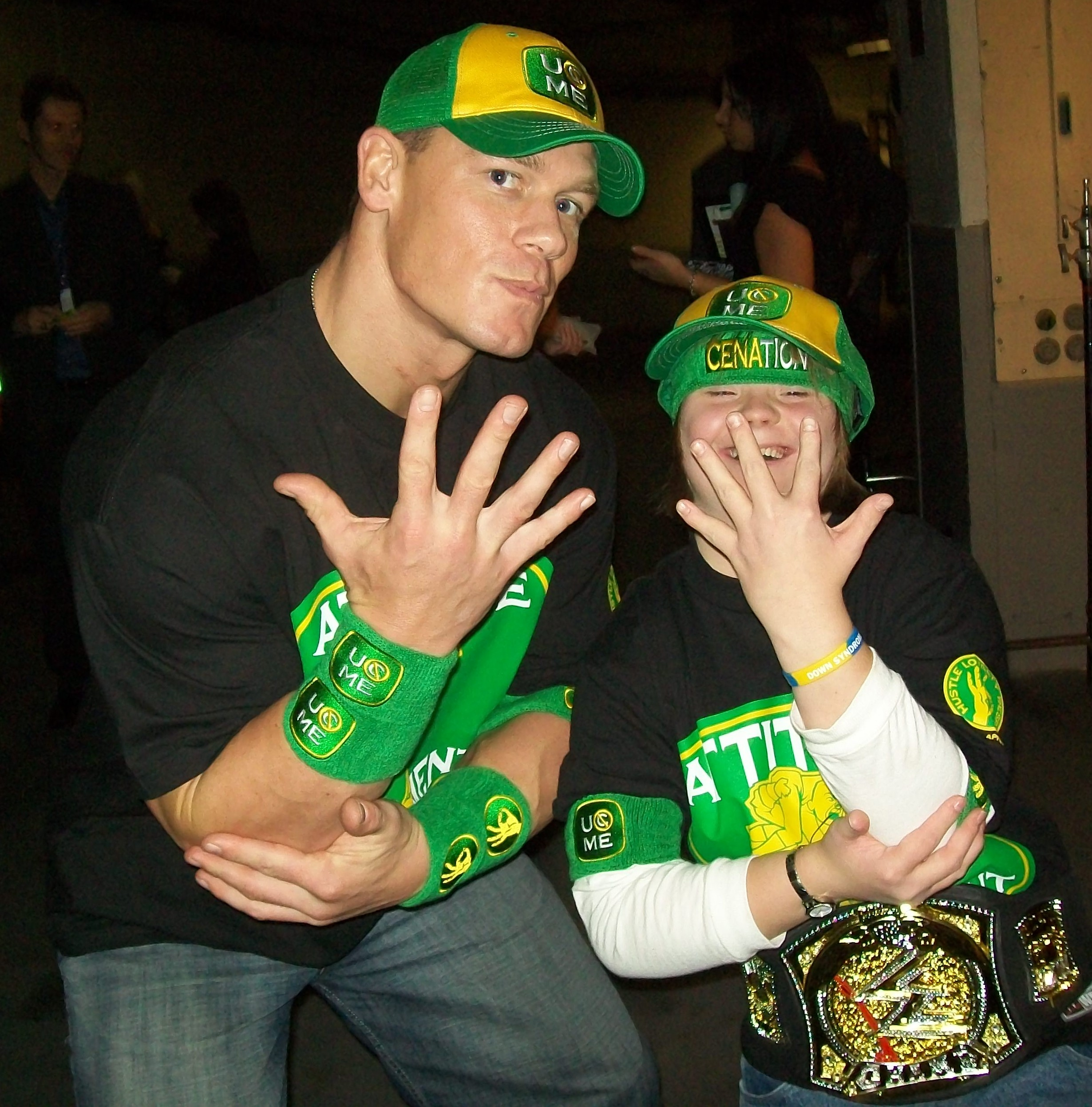
John Cena con un fan nel 2009

### Album
- 2005 – You Can't See Me

### Singoli
- 2005 – My Time is Now
- 2005 – Bad, Bad Man
- 2005 – Right Now
- 2014 – All Day (feat. Wiz Khalifa)
- 2014 – Breaks (feat. Wiz Khalifa)

### Videoclip
- 2005 – Bad, Bad Man
- 2005 – Right Now
- 2014 – All Day

## Nei videogiochi
- WWE WrestleMania XIX[296]
- WWE Raw 2[297]

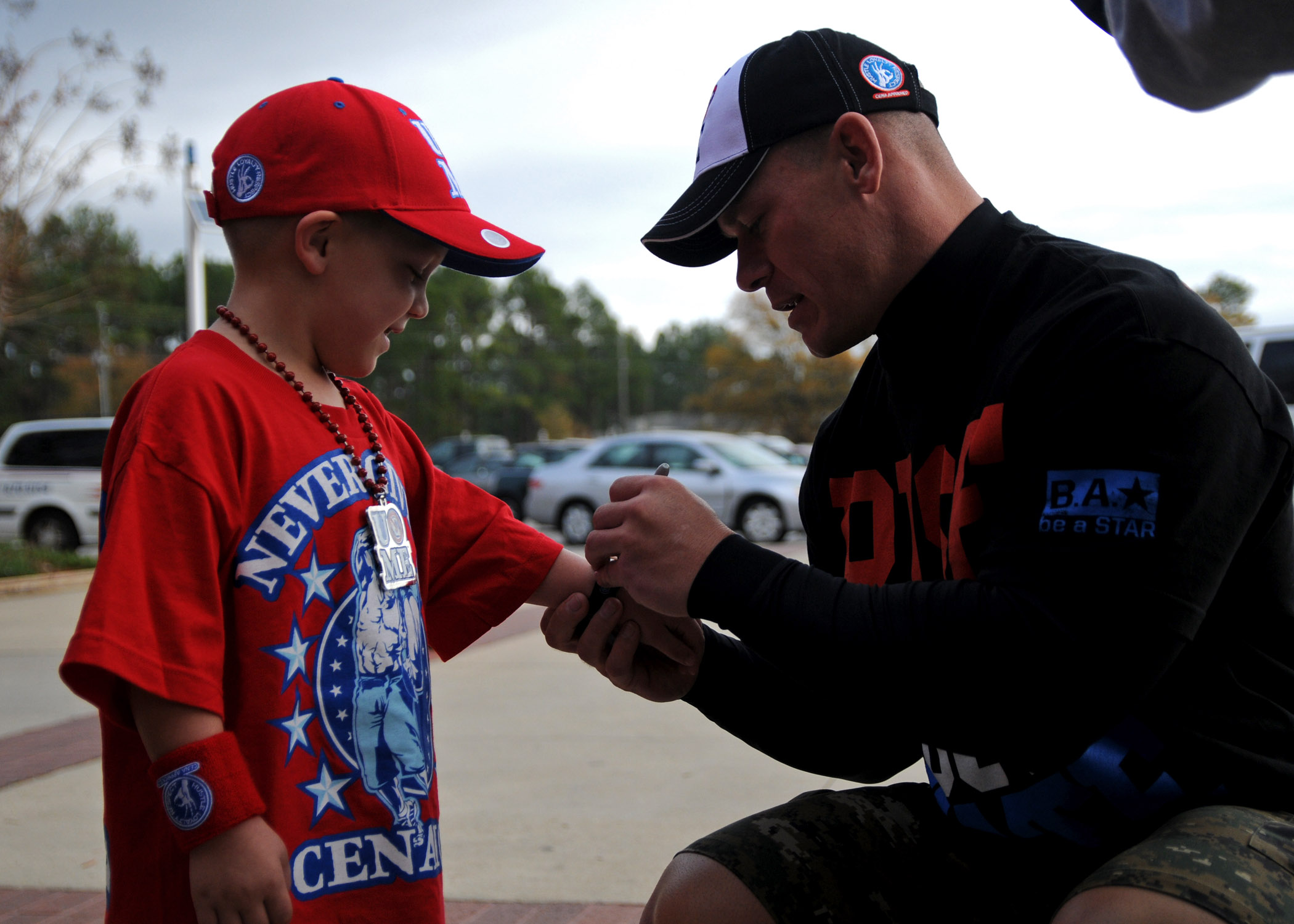
John Cena firma un autografo per un giovane fan nel 2011

- WWE SmackDown! Here Comes the Pain[298]
- WWE Day of Reckoning[299]
- WWE SmackDown! vs. Raw[300]
- WWE Survivor Series – (in copertina)[301]
- WWE WrestleMania 21[302]
- WWE Day of Reckoning 2 – (in copertina)[303]
- WWE SmackDown! vs. Raw 2006 – (in copertina)[304]
- WWE SmackDown vs. Raw 2007 – (in copertina nella versione americana)[305]
- WWE SmackDown vs. Raw 2008 – (in copertina)[306]
- WWE SmackDown vs. Raw 2009[307]
- WWE SmackDown vs. Raw 2010 – (in copertina)[308]
- WWE SmackDown vs. Raw 2011 – (in copertina nella versione americana)[309]
- WWE All Stars – (in copertina)[310]
- WWE '12[311]
- WWE '13[312]
- WWE 2K14[313]
- WWE SuperCard[314]
- WWE 2K15 – (in copertina)[315]
- WWE Immortals[316]
- WWE 2K16[317]
- WWE 2K17[318]
- WWE 2K18
- WWE 2K19
- WWE 2K20
- WWE 2K22
- WWE 2K23 (in copertina)
- WWE 2K24
- WWE 2K25